# Section française de l'Internationale ouvrière
 (décembre 2018).
Le Parti socialiste - Section française de l'Internationale ouvrière (SFIO) est un parti politique socialiste français, qui existe sous ce nom de 1905 à 1969. Lors du congrès d'Issy-les-Moulineaux en 1969, il devient le Parti socialiste, s'associant avec l'Union des clubs pour le renouveau de la gauche.

## Historique

### Partis socialistes avant la SFIO

#### Réorganisation et unité initiale (1876-1890)

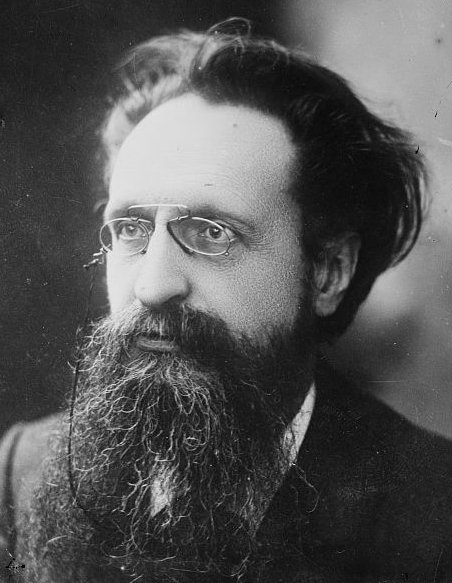
Jules Guesde, fondateur du Parti ouvrier français.

Après les événements de la Commune de Paris, une terrible répression s'abat sur les mouvements socialistes. Il y a entre 20 000 et 30 000 morts et plus de 38 500 fugitifs ou exilés et autant d'arrestations. Parmi les personnes arrêtées, il y a 78 % d'ouvriers dont 84 % sont déportés dans les plus lointaines colonies de l'empire colonial français.
Dès 1872, les classes ouvrières se réorganisent en chambre syndicale. En 1876, un ouvrier bijoutier, Jean Barberet, organise le premier congrès ouvrier. De Londres, les exilés s'organisent, notamment les amis d'Auguste Blanqui qui accusent ouvertement le gouvernement de favoriser la classe bourgeoise.
D'un autre côté, Jules Guesde, journaliste condamné pour avoir défendu la Commune, développe une position de différenciation par rapport aux autres partis.

#### Division en cinq tendances (1882-1901)

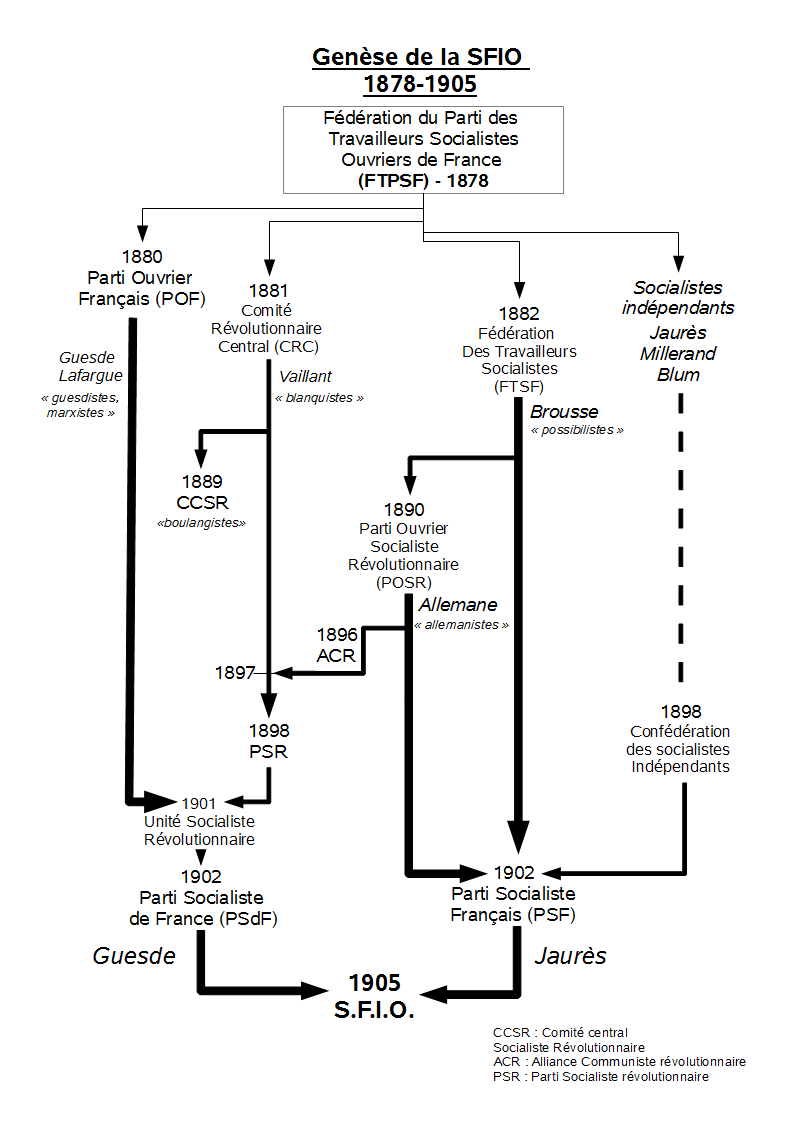
Schéma synthétique relatif à la genèse de la SFIO (1878-1905)

Une structure socialiste unitaire est créée en 1879 : la Fédération du parti des travailleurs socialistes de France (FPTSF). Mais les congrès de 1880 et 1881 voient s'affirmer la désunion des socialistes. À partir de 1882, ils créent plusieurs partis représentant cinq grandes tendances du socialisme :
- Les possibilistes : lors de la séparation au congrès Saint-Étienne en 1882, Jules Guesde propose le vote du programme « minimal » (partiellement rédigé par Marx). La vision de Paul Brousse est différente : il s’agit de fractionner le but en plusieurs étapes pour le rendre possible. Le municipalisme est la base du mouvement possibiliste, c'est ce qui correspond à la vision communiste de Marx. Jusqu'en 1890, la Fédération des travailleurs socialistes étend son influence vers les pays de la Loire, mais elle subit une scission avec les allemanistes. Cette érosion est due à l'évolution politique : les possibilistes sont désormais devenus républicains. La FTSF regroupe les artisans et les professions libérales.
- Les allemanistes : au sein de la FTSF, une aile ouvrière s'élève, emmenée par Jean Allemane qui crée une scission en 1890, à la suite du congrès de Châtellerault, formant le Parti ouvrier socialiste révolutionnaire (POSR). Il prône les réformes immédiates et le réformisme municipal. Ils sont proches de certains aspects de l'anarchisme et veulent une décentralisation du pays. Leurs moyens d'action sont plus concentrés sur l'action syndicale que politique. Ils sont pour la gestion des industries par les travailleurs.
- Les socialistes indépendants : au départ c'est un regroupement de plusieurs personnalités radicales et républicaines. Ce sont des hommes comme Jean Jaurès ou Millerand, qui deviennent très rapidement députés. Ils dominent par leur qualité oratoire et leur nombre les divers groupes ouvriers ou socialistes qui sont élus au Parlement. Ce groupe hétérogène au départ, devient très vite homogène. Ils se regroupent autour des idées de solidarité républicaine et ne s'occupent pas de la rupture entre les socialistes et la république bourgeoise. Ce courant parait très attaché à l'unité d'esprit du socialisme. C'est sur cet esprit d'unité que ce groupe se lie à plusieurs militants socialistes comme Léon Blum. Ce groupe d'indépendants s'agrandit jusqu'à créer en 1898 la confédération des socialistes indépendants, puis en 1902 c'est la fusion avec la FTSF de Brousse pour créer le Parti socialiste français.
- Les guesdistes : le Parti ouvrier français, créé en 1880 en tant que Parti ouvrier, par Jules Guesde et Paul Lafargue. C'est une organisation qui se bat non seulement pour des réformes mais aussi pour la conquête du pouvoir politique par les prolétaires. C'est une organisation marxiste, qui est en lien avec Karl Marx et Friedrich Engels. C’est numériquement le parti socialiste le plus important en France.
- Les blanquistes du Parti socialiste révolutionnaire (PSR), nouveau nom donné en 1898 au Comité révolutionnaire central (CRC) créé en 1881. Après avoir perdu de nombreux militants lors de la crise boulangiste (dissidence du Comité central socialiste révolutionnaire en 1889), le CRC a été renforcé en 1896 par la scission d'élus et responsables régionaux exclus du POSR regroupés en 1897 sous le nom Alliance communiste révolutionnaire (ACR). Le PSR est dirigé par Édouard Vaillant, qui fait partie de l'union des indépendants et des marxistes.

#### Marche vers l'unité: les deux partis socialistes (1901-1905)

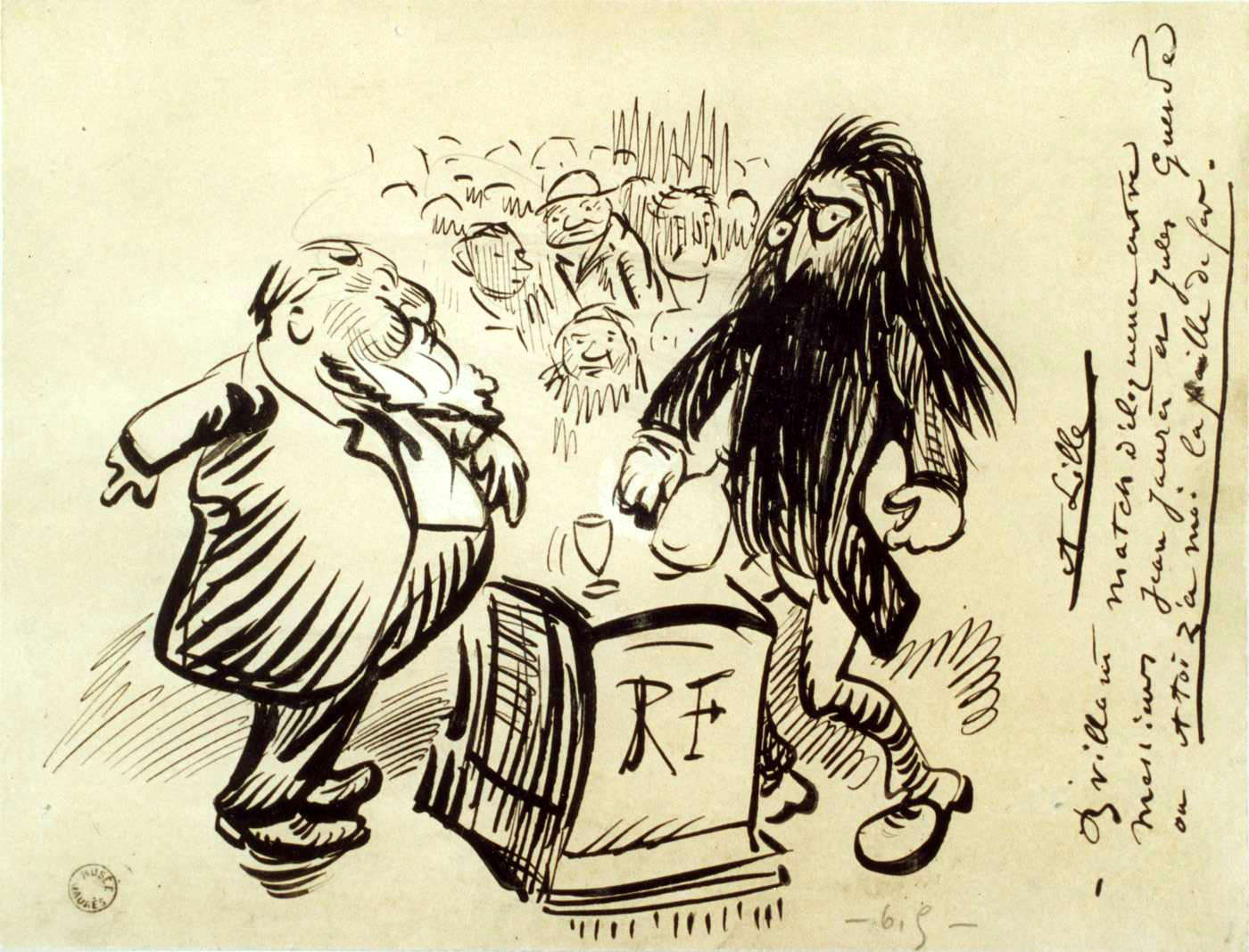
Brillant match d'éloquence entre MM. Jean Jaurès et Jules Guesde, caricature des deux dirigeants socialistes lors d'un débat à Lille en novembre 1900, dessin d'Henry Somm, musée Jean-Jaurès.

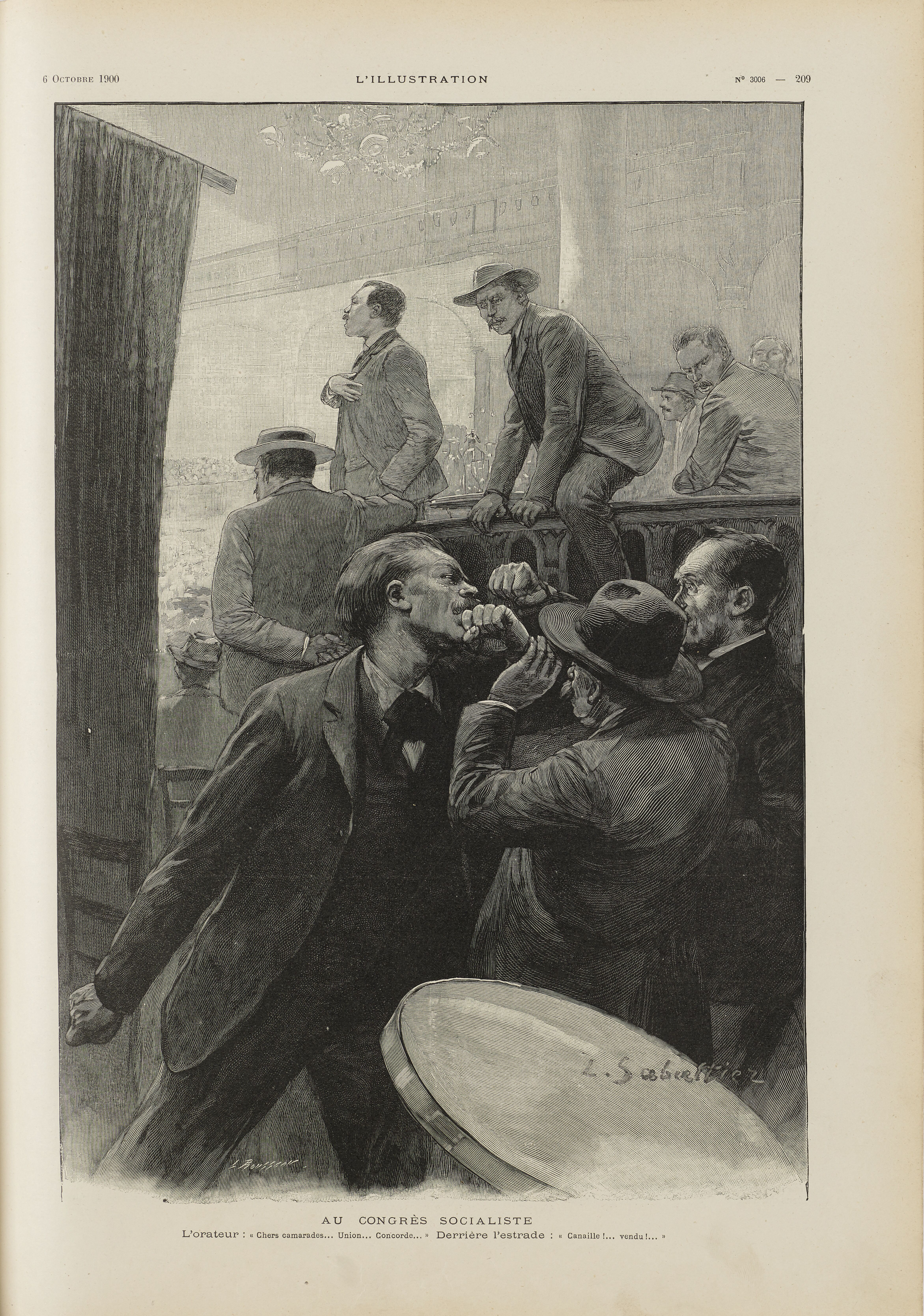
Invectives et pugilat lors du second congrès unitaire socialiste français tenu salle Wagram (28-30 septembre 1900). Vue d'artiste de Sabattier, L'Illustration, 6 octobre 1900.

En 1901, deux mouvements socialistes s'opposent : une « gauche », clairement révolutionnaire, avec Édouard Vaillant et Jules Guesde ; une « droite », plutôt réformiste, avec Jaurès et Paul Brousse. Ces courants s'opposent régulièrement, par exemple lorsque Millerand accepte d'entrer au gouvernement (dit « bourgeois »), Guesde et Vaillant dénoncent cette prise de position en déclarant que cela discrédite le socialisme. Malgré ces rivalités, Vaillant prône l'unification. Aux élections de 1893, une cinquantaine de députés sont élus. Parmi les raisons de leur élection, on trouve la diminution par le pouvoir du droit de presse, et surtout le mécontentement des ouvriers, qui se manifeste par de nombreuses grèves.
Deux rassemblements se développent : le Parti socialiste français regroupe les socialistes indépendants, ce qui reste de la FTSF de Brousse et la plus grande partie des Fédérations indépendantes. Ce parti est dirigé en 1902 par Jaurès.

Le Parti socialiste de France naît en 1901 sous le nom d’Unité socialiste révolutionnaire, réunissant le parti socialiste révolutionnaire (PSR), le Parti ouvrier français (POF) et quelques fédérations autonomes. Les guesdistes forment ici la quasi-totalité des effectifs.

### Création de la SFIO

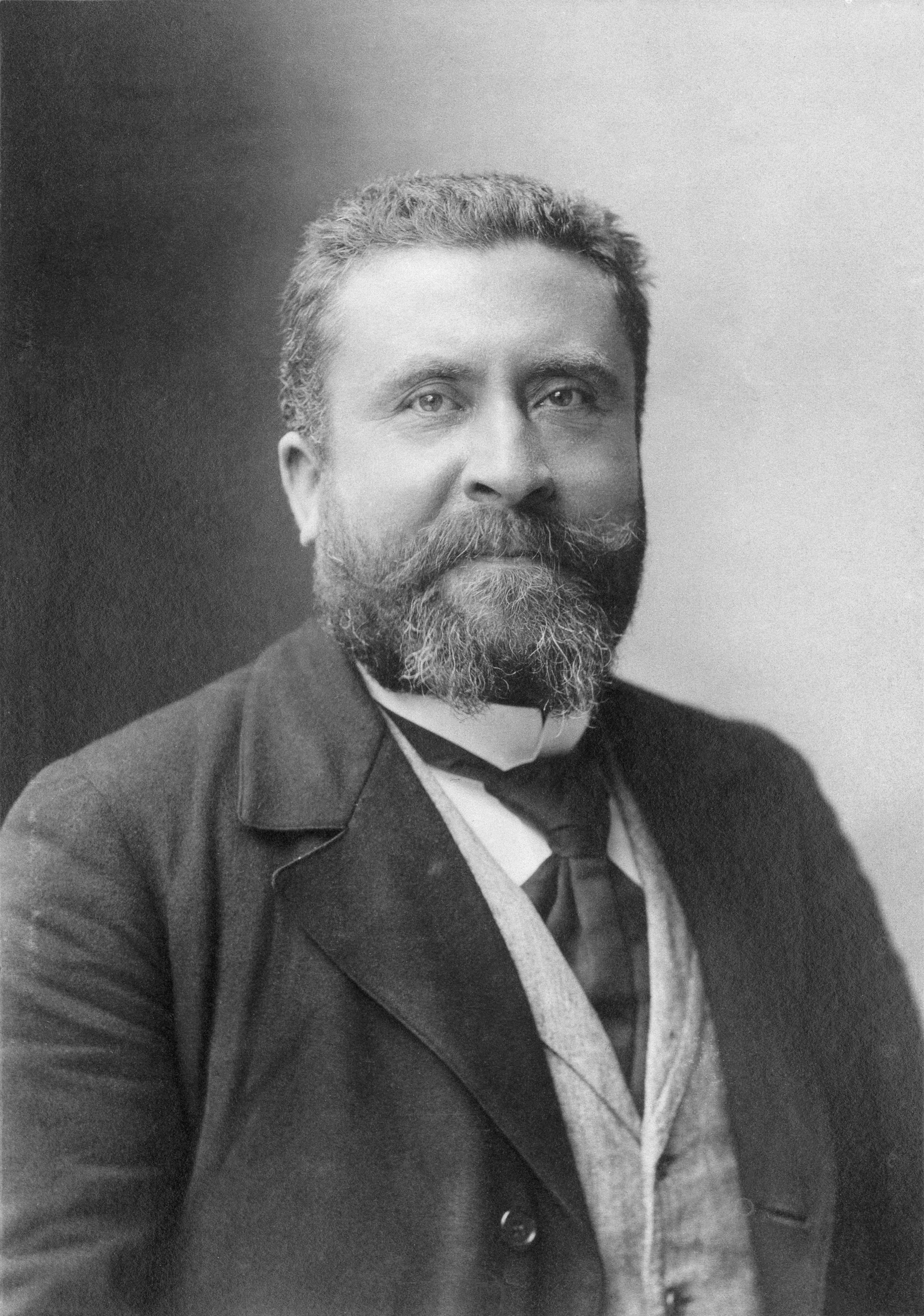
Jean Jaurès, socialiste indépendant, joue un rôle décisif dans la création de la SFIO.

L'unification du socialisme français a lieu en 1905, au congrès du Globe à Paris, qui fait suite du congrès socialiste international d'Amsterdam de 1904. Le Parti socialiste, section de l'Internationale ouvrière, plus connu sous le sigle SFIO, parti du mouvement ouvrier, est né. Les anarchistes ne s'associent pas à cette unification.
Albert Willm aurait joué un rôle notable en 1905 dans le choix du sigle du Parti SFIO :

« L’avocat Albert Willm, du Parti ouvrier socialiste révolutionnaire (POSR), aurait alors voulu marquer la préoccupation ouvriériste du courant allemaniste et obtenu l’adjonction d’ouvrière. Là se trouve l’explication de la présence incongrue de l’expression Internationale ouvrière alors qu'à l’époque tous les textes officiels traduits en français se réfèrent aux décisions de l’Internationale socialiste. »

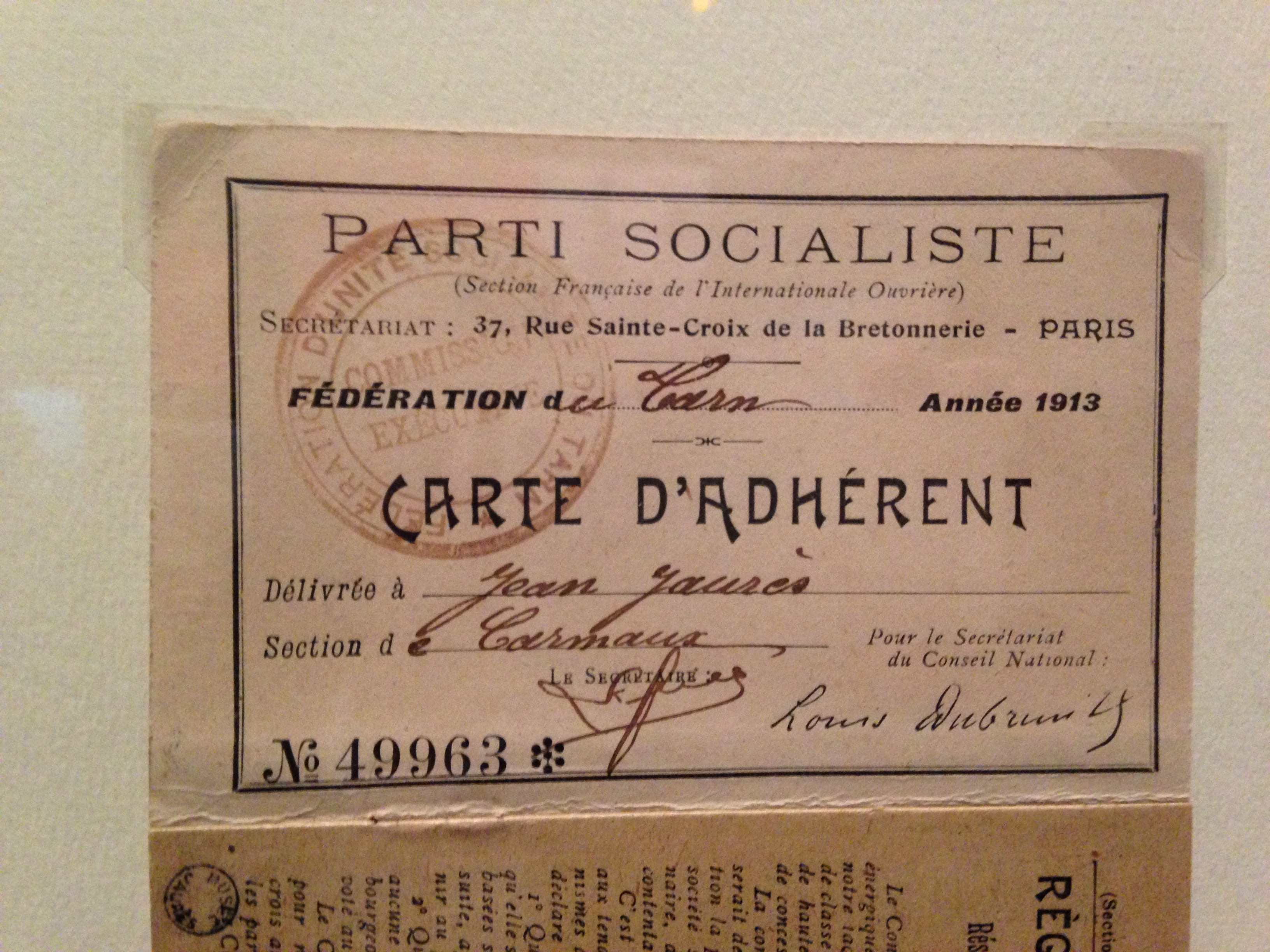
Carte d'adhérent de Jean Jaurès.

Ce rassemblement est à la fois une victoire des révolutionnaires et une victoire des jauressiens. En effet, ils représentent le tiers de la direction, même si Jaurès lui-même n'y siège pas, car les élus ne peuvent en être membre. À l'inverse des autres partis socialistes européens, la SFIO est un parti peu centralisé, laissant une grande autonomie à ses élus et aux échelons locaux. Sa direction ne dispose que de maigres moyens humains et financiers d'autant que, contrairement à ses homologues britannique et allemand, elle ne peut s'appuyer sur les organisations syndicales, lesquelles défendent leur indépendance (la Charte d'Amiens est adoptée par la CGT en 1906). Dans ces conditions, le secrétaire général Louis Dubreuilh n'exerce qu'une fonction administrative et c'est le chef du groupe parlementaire et directeur du quotidien L'Humanité, Jean Jaurès, qui apparait comme le véritable chef du parti.
La SFIO (Section française de l'internationale ouvrière) prend position contre la politique coloniale et le nationalisme belliciste. Cependant, il y a encore des divergences sur les questions d'actualité. La rupture entre Vaillant et Guesde intervient dès 1906, quand la majorité accepte la résolution du congrès d'Amiens sur l'indépendance syndicale. Mais c'est sur la question de la guerre que la rupture intervient nettement. Jaurès, suivant la doctrine de l'Internationale, en appelle à la grève générale, voire à l'insurrection, afin de prévenir ou d'arrêter le conflit. Jules Guesde pense lui que la guerre peut détruire le capitalisme, et redoute que la grève ne devienne effective et affaiblisse les pays les plus industrialisés, ceux où l'organisation ouvrière serait plus forte. C'est une des raisons pour lesquelles les idées de Jules Guesde sont de moins en moins approuvées par les adhérents SFIO qui se rangent du côté de Jaurès.
À la veille de la guerre de 1914, le Parti déclare 93 218 adhérents, à comparer au chiffre officiel des effectifs du congrès de l’unité qui est de 34 688.

### Première Guerre mondiale
Le 28 juillet 1914, la SFIO publie un manifeste disant « À bas la guerre ! Vive la république sociale ! Vive le socialisme international ! ». Ce manifeste montre que les socialistes à ce moment étaient fermement contre la guerre. Trois jours plus tard, Jaurès, fervent pacifiste, est assassiné par Raoul Villain, nationaliste et aliéné notoire.
Dès le 2 août, il y a un basculement total avec le discours de Vaillant qui déclare « en présence de l'agression, les socialistes accompliront tous leur devoir pour la patrie ». Le 4 août, les socialistes votent les crédits de guerre, et le 26 août lors de la création du gouvernement les blanquistes et les guesdistes sont représentés dans le gouvernement de l'union sacrée.
Ainsi, en 1914, la grande majorité de la SFIO accepte de cautionner la guerre, contrairement à tous ses engagements antérieurs. Peu de socialistes maintiennent l’opposition à la guerre : le Comité pour la reprise des relations internationales (CRRI) de Fernand Loriot ou, de façon moins radicale, la minorité dirigée par Jean Longuet, qui crée le journal Le Populaire.

### Années 1920
Les années 1919 et 1920 marquent un développement important du mouvement ouvrier, la CGT multiplie par deux ses effectifs en 1919. La SFIO aborde les élections législatives de novembre 1919 assez sereinement, elle présente un nouveau programme rédigé par Léon Blum qui renvoie la perspective révolutionnaire en disant « elle viendra à son heure historique ». Dès mars 1919, des grèves démarrent dans les mines, le textile et dans les banques. Ces grèves provoquent de fortes pressions sur la SFIO, où deux franges s'affrontent : les « zimmerwaldiens » et la SFIO réformiste. Cependant, la SFIO refuse de déclarer la grève générale. En février 1920, au congrès de Strasbourg, les adhérents acceptent à 92 % le retrait de la SFIO de la Deuxième Internationale, discréditée par son attitude favorable à la guerre.

#### Scission entre communistes et socialistes

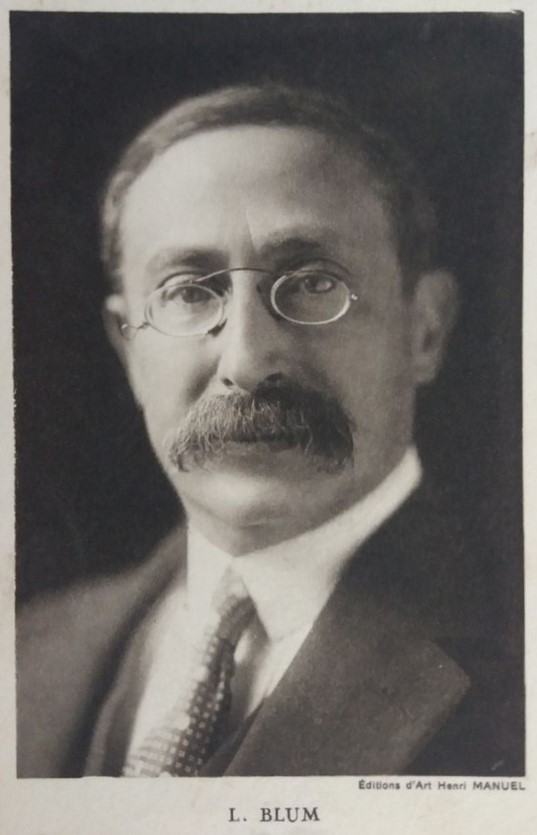
Au congrès de Tours, Léon Blum s'oppose à l'adhésion de la SFIO à l’Internationale communiste.

En décembre 1920, au congrès de Tours, la question de l'adhésion à l’Internationale communiste divise la SFIO :
- À gauche, les partisans de l'adhésion sont d’une part les membres du Comité de la troisième Internationale (« zimmerwaldiens »), dont Fernand Loriot, Boris Souvarine et Charles Rappoport ; d’autre part des anciens des courants socialistes de droite ou du centre (Marcel Cachin et Ludovic-Oscar Frossard) sont ralliés à cette position.
- Au centre, il reste l'ancienne tendance de gauche qui se réunit avec Jean Longuet et Paul Faure, pour l'adhésion mais sous certaines réserves. Ils contestent l'article 17 qui mentionne que le parti doit respecter les directives centrales de la IIIe Internationale (c'est-à-dire qu'ils ne sont plus libres de leur politique) et l'article 21 qui met en place la révolution par une insurrection (révolution « blanquiste » des bolcheviks).
- Enfin la droite des « guesdistes » et la droite des « reconstructeurs » (partisans de Léon Blum), qui s'opposent catégoriquement à l'adhésion.

Malgré ces oppositions, l'adhésion à la IIIe Internationale ouvrière est obtenue par 3 028 voix contre 1 022, et 327 abstentions. La SFIO se divise en deux, les majoritaires créent un nouveau parti : la SFIC (Section française de l’Internationale communiste) que l'on appellera plus tard le Parti communiste, puis PCF.

#### Difficultés après le congrès de Tours
La SFIC regroupe en 1921 la majorité des adhérents de l’ex-SFIO unifiée, et conserve aussi le principal organe de presse socialiste : L'Humanité. Mais des luttes internes entraînent des départs, puis la stalinisation du parti s’accompagne de vagues d’exclusions, et de la formation de mouvements communistes dissidents. Ceci entraîne une chute très importante du nombre des adhérents (109 000 en 1921 ; 28 000 en 1933).
De son côté, la nouvelle SFIO n'est pas un parti important du point de vue du nombre d'adhérents (55 000 en 1923), mais a un réel poids électoral avec 101 députés aux élections de mai 1924. La SFIO adhère à la nouvelle Internationale ouvrière socialiste.
Une scission syndicale, entre CGT et CGTU, suit la scission politique.

#### Cartel des gauches
En 1924, une union se forme entre radicaux, SFIO et républicains-socialistes. Ils passent un accord électoral, le Cartel des gauches. Ils veulent le retour de la défense de la laïcité, une défense des lois sociales, une politique financière plus juste avec des aides où l'on privilégie le prolétariat, et aussi une politique d'alliance avec la Société des Nations (SDN). Ce cartel est dénoncé, à l'intérieur de la SFIO, par une partie de l'aile gauche, menée par Jean Zyromski et Bracke qui considèrent le parti radical comme un parti de la bourgeoise (au niveau classe sociale) et qui luttent pour une « indépendance de classe » de la SFIO. En mai 1924, le Cartel des gauches remporte la victoire aux élections avec 328 sièges sur 582.
Le premier gouvernement est celui de Édouard Herriot (Gouvernement Édouard Herriot (1), 14 juin 1924 au 10 avril 1925). Il n'y a aucun ministre socialiste. La SFIO voulait diriger le gouvernement car elle estime que les radicaux sont encore trop ancrés au sein de la classe bourgeoise. Herriot met en place une politique de gauche pour satisfaire son électorat. Il crée un conseil national économique et social. Aristide Briand va se charger de la politique étrangère. Il essuie malgré tout un échec important sur sa politique laïque, à cause de l'opposition de l’Église ; Édouard Herriot voulait à nouveau supprimer l'ambassade du Vatican, et le concordat de l'Alsace.
Dès 1925, une division apparaît entre les radicaux et les socialistes, qui porte sur le remboursement de la dette nationale. C'est une crise d'endettement qui est due à la reconstruction après la guerre, mais aussi aux bons du trésor. De plus la monnaie est instable. Socialistes et radicaux sont en opposition sur la conception financière du remboursement de la dette. Les radicaux veulent appliquer la méthode libérale (laisser le commerce libre), tandis que les socialistes sont pour l'instauration d'un impôt sur le capital. Une autre solution donnée par la SFIO serait de transformer les bons du trésor en un emprunt plus long. Le gouvernement n'arrive pas à trouver de solution, au moment où le directeur général de la banque déclare qu'il n'y a plus de réserve d'or. Herriot est accusé d'avoir fait exploser la dette nationale, il est donc démis de ses fonctions. Six autres gouvernements du cartel des gauches vont se succéder en 15 mois.

### Années 1930
En 1933, la SFIO est devenue plus importante que le Parti communiste. Mais la SFIO est divisée entre plusieurs courants, avec dans sa frange la plus à gauche :
- Un courant d'extrême-gauche « L’Action socialiste » qui défend un front unique, une opposition à la défense nationale et une politique anti-impérialiste. Ils seront exclus en 1933, mais ils continueront d’exister en tant que « Comité d'action socialiste révolutionnaire ».
- En 1935, la tendance « Gauche révolutionnaire » se crée, dirigée par Marceau Pivert. Elle regroupe les éléments d’extrême gauche non-trotskistes qui sont au sein de la SFIO. La tendance est exclue en 1938 et fonde le Parti socialiste ouvrier et paysan (PSOP), qui sera dissous par le régime de Vichy mais ne se reformera pas à la Libération (la majorité de ses anciens membres rejoignant la SFIO d’après-guerre et quelques-uns le PCF).
- Une importante tendance issue de la tradition du « guesdisme », la bataille socialiste, menée par Jean Zyromski et Alexandre Marie Desrousseaux, située à la gauche du parti.
- Un petit courant créé par des communistes antistaliniens, alliés à la bataille socialiste : Le Combat marxiste. Ils se prononcent pour une « régénération marxiste-révolutionnaire » de la SFIO.

Et dans sa frange davantage centriste ou à droite :
- Les néo-socialistes sont plutôt centristes refusant à la fois la révolution marxiste et le réformisme au coup par coup mais favorables à une politique étatique de planification de l’économie. À la suite des conflits constants avec Léon Blum, ils seront exclus du mouvement en 1933 pour former l’éphémère Parti socialiste de France-Union Jean Jaurès (PSdF) et se disperseront durant le régime de Vichy entre la collaboration totale et la résistance de la première heure (aux côtés des socialistes de la SFIO et des communistes du PCF).
- Autre tendance, « Révolution constructive » est apparue dès 1930. On trouve des intellectuels comme Robert Marjolin ou Georges Albertini, ils sont avec les néo-socialistes (mais resteront fidèles à la SFIO). Ils partagent un bon nombre de préoccupations comme l'impatience devant la « tergiversation » de Blum, l'attention aux classes moyennes, la nécessité de l'intervention de l'État pour aider le secteur privé.

En 1934, le Journal des Femmes socialistes est créé tandis que Le Populaire crée une page hebdomadaire consacrée aux militantes.

#### Front populaire

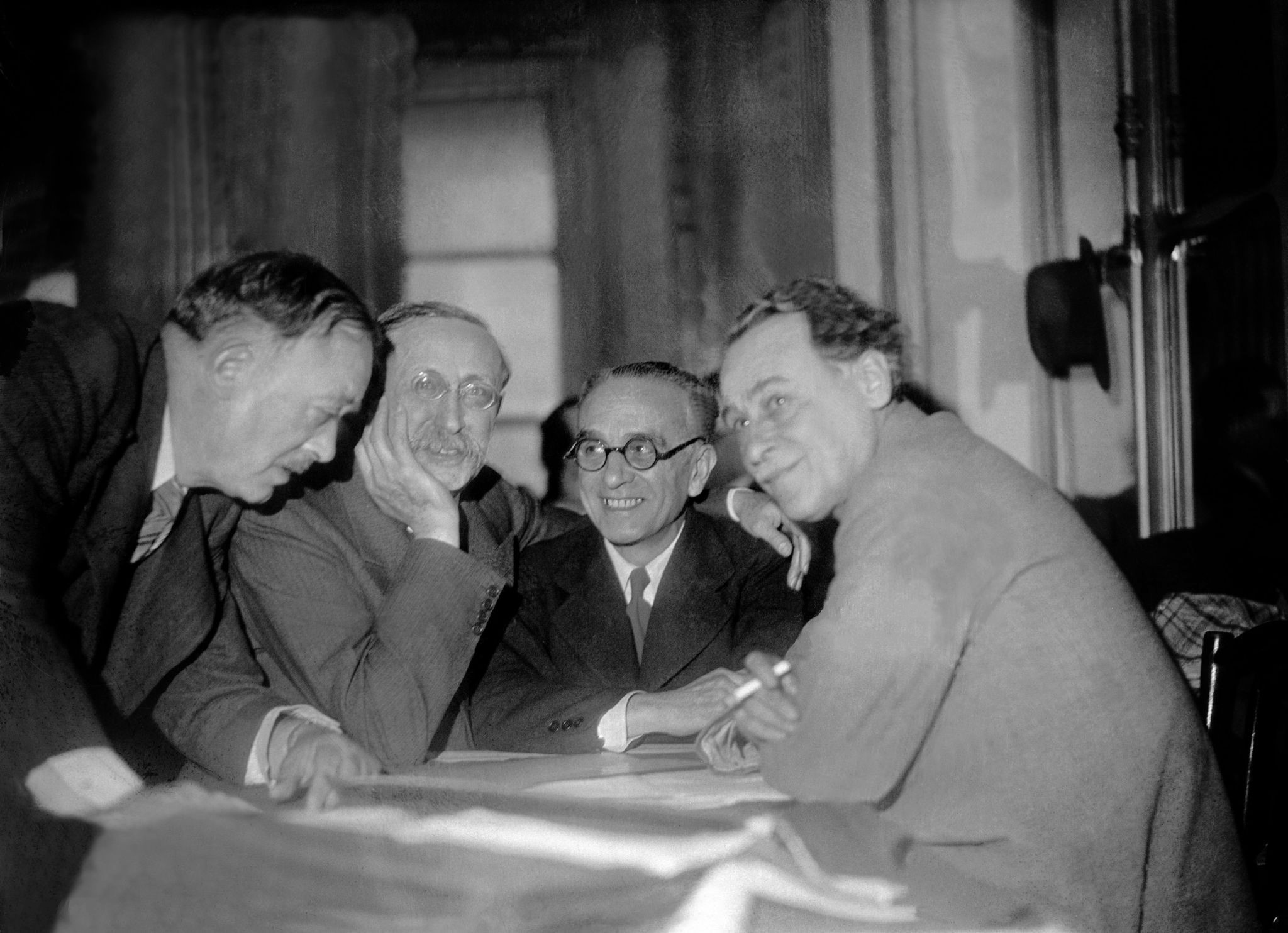
Vincent Auriol, Léon Blum, Paul Faure et Jean-Baptiste Séverac en 1936.

Le paysage des années 1930 est marqué par la montée du fascisme. Des intellectuels de gauche se réunissent en comités pour combattre le fascisme, comme le Comité de vigilance des intellectuels antifascistes, ou le Mouvement Amsterdam-Pleyel dans lequel on retrouve les écrivains Romain Rolland et Henri Barbusse qui sont proches des communistes. Ce qui précipite le déclenchement en France d’une lutte intense contre le fascisme, c'est l'évènement du 6 février 1934 où plusieurs ligues d’extrême-droite essaient de rentrer dans le palais Bourbon. La gauche voit en cette journée une tentative de renversement de la république. C’est pour cela que dans un premier temps, la gauche organise une contre-manifestation le 8 février 1934. C’est à partir de ce moment-là que les divers courants de gauche vont s’unir.

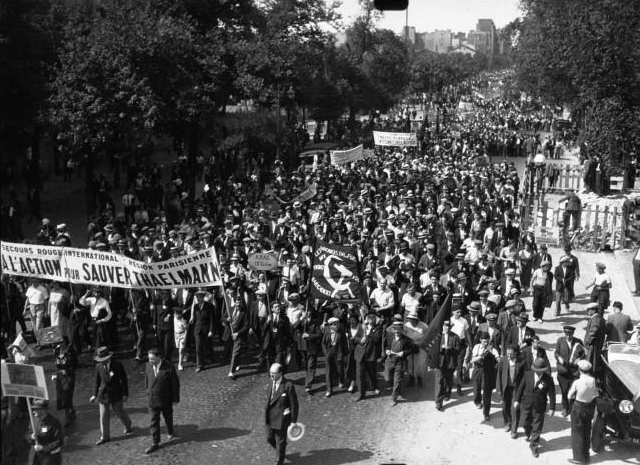
Manifestation de la SFIO à Paris en 1934 pour la libération du dirigeant communiste allemand Ernst Thälmann.

Après le rapprochement dans la rue, il y a une alliance entre les partis : dès juillet 1934, la SFIO et le parti communiste mettent de côté leurs querelles pour gagner les élections de 1936. Le 27 juillet 1934, les socialistes et les communistes font un pacte d’unité et d’action. Cependant, les radicaux n’acceptent de s’allier avec les communistes qu’en mai 1935, la France signant un accord avec l’URSS. Le 14 juillet 1935, les radicaux signent le « ralliement populaire », celui-ci est célébré comme un événement national.
En janvier 1936, les différents partis se mettent d’accord sur le fameux programme « pain, paix, liberté ». Ce programme de Front populaire permet de gagner les élections de 1936, remportées par Léon Blum. Cette victoire électorale est accueillie durant les mois de mai et juin par de grandes grèves spontanées, avec plus de 2 millions de grévistes. C’est une grève de pression politique, avec des occupations d’usines.

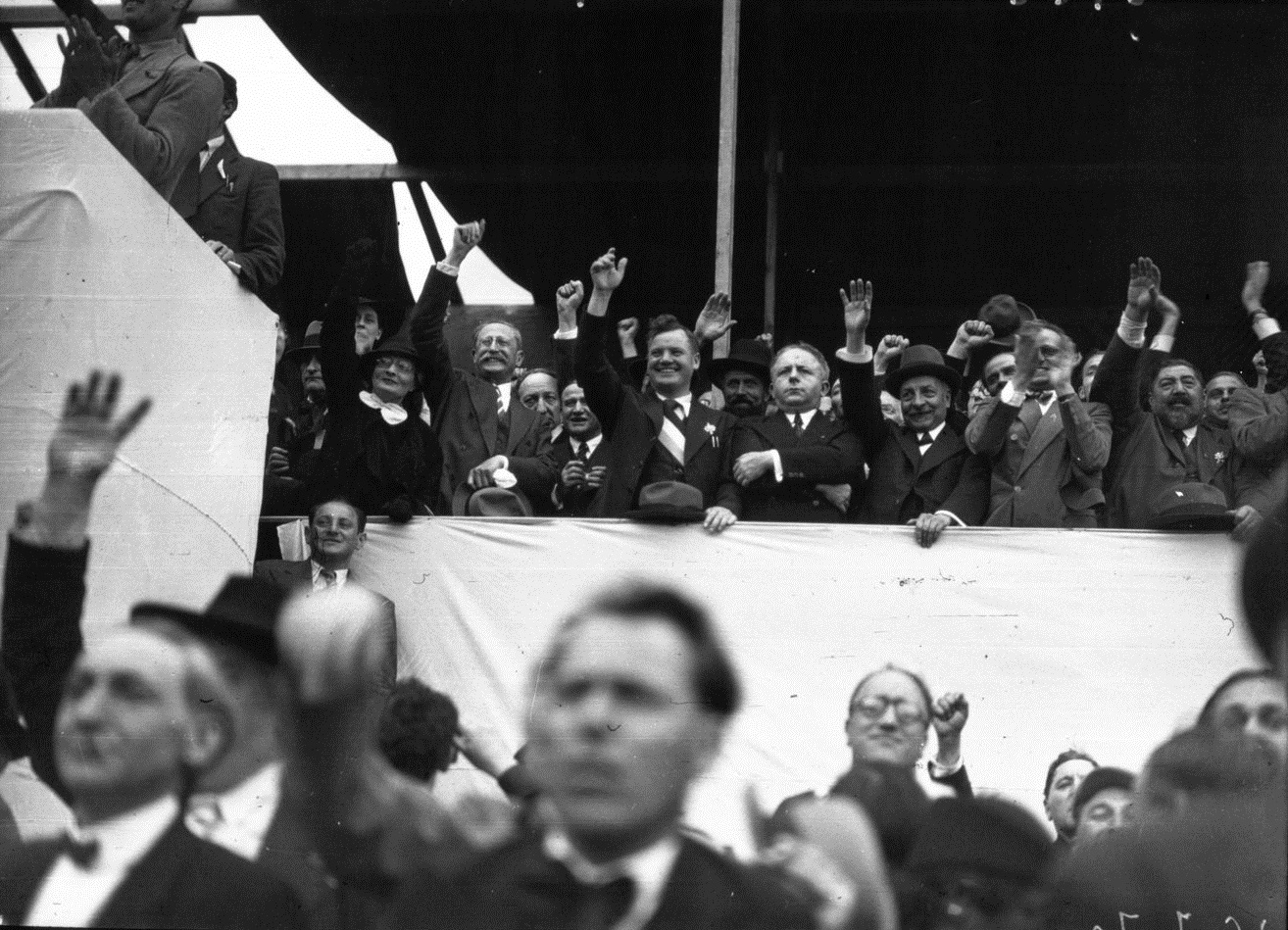
Manifestation du Rassemblement populaire, 14 juillet 1936. Dans la tribune, de gauche à droite : Thérèse Blum, Léon Blum, Maurice Thorez, Roger Salengro, Maurice Viollette, Pierre Cot.

Sous la pression des grèves, le Front populaire procède à plusieurs réformes en faveur des travailleurs comme la semaine de 40 heures, l’instauration de deux semaines de congés payés et une augmentation des salaires de 7 à 15 %. Ces réformes sont relativement populaires mais la situation économique reste mauvaise, la production baisse. Dès septembre, la hausse des prix est supérieure à la hausse des salaires, Blum est obligé de dévaluer le franc et en même temps décide de faire une pause dans les réformes.
Le Front populaire refuse d’intervenir pour aider militairement la République espagnole, qui est confrontée au coup d’État franquiste de juillet 1936. Léon Blum, cédant aux centristes radicaux, mais surtout à d’autres pressions, notamment celles du Royaume-Uni, décide de ne pas s’engager dans cette guerre.
Les années du Front populaire sont marquées par un regain de l'antisémitisme. L'extrême droite souligne que Léon Blum est juif.
Pour l'historien Serge Berstein, les choix intellectuels de Léon Blum sont pour beaucoup dans l'échec politique de l'expérience du Front populaire. En particulier, Blum estime que seul le prolétariat constitue l’instrument de la transformation sociale et refuse de prendre en compte les classes moyennes, qu'il tient pour un groupe résiduel condamné par l’évolution économique.
Blum est emporté en juin 1937 par le vote négatif des sénateurs radicaux, qui lui refusent les pleins pouvoirs ; selon Bernstein, ce vote traduit « la révolte des classes moyennes, clientèle du radicalisme contre ce qui leur apparaît comme une politique de classe ». C’est la fin du Front populaire, même si l’assemblée élue reste en place pour voter la confiance au gouvernement Daladier et ne sera pas renouvelée au déclenchement de la Seconde Guerre mondiale lors de la défaite de 1940.

#### La question de la guerre face aux dictatures fascistes
La question de la guerre s'impose de plus en plus, alors que le Parti communiste se veut le fer de lance d'un antifascisme conséquent, du moins jusqu'au pacte germano-soviétique d'août 1939. Les pacifistes les plus convaincus jugent belliciste cet antifascisme. Cette question va jusqu'à constituer le principal clivage lors du 36e congrès national de la SFIO de mai 1939 à Nantes. Le parti se divise en deux tendances : les partisans de Blum s'opposent à ceux de Paul Faure. Ce dernier est le chef de file du principal courant hostile à la guerre, illustré également par Charles Spinasse, Julien Peschadour, Jean-Baptiste Séverac, Louis L'Hévéder, Fernand Roucayrol, Georges Dumoulin, Georges Albertini ou encore Georges Soulès. Les fauristes demandent une conférence de paix qui réparerait les injustices de 1919 et obtiennent 2 200 mandats. Maurice Deixonne et Ludovic Zoretti sont les principales figures de la tendance encore plus radicale apparue en 1938 et intitulée Redressement socialiste, qui voit dans l'Allemagne et l'Italie des « nations prolétaires » opprimées par la France et la Grande-Bretagne (276 mandats). La tendance Blum reste néanmoins majoritaire avec ses 2 800 mandats.

### De la Résistance à la Libération

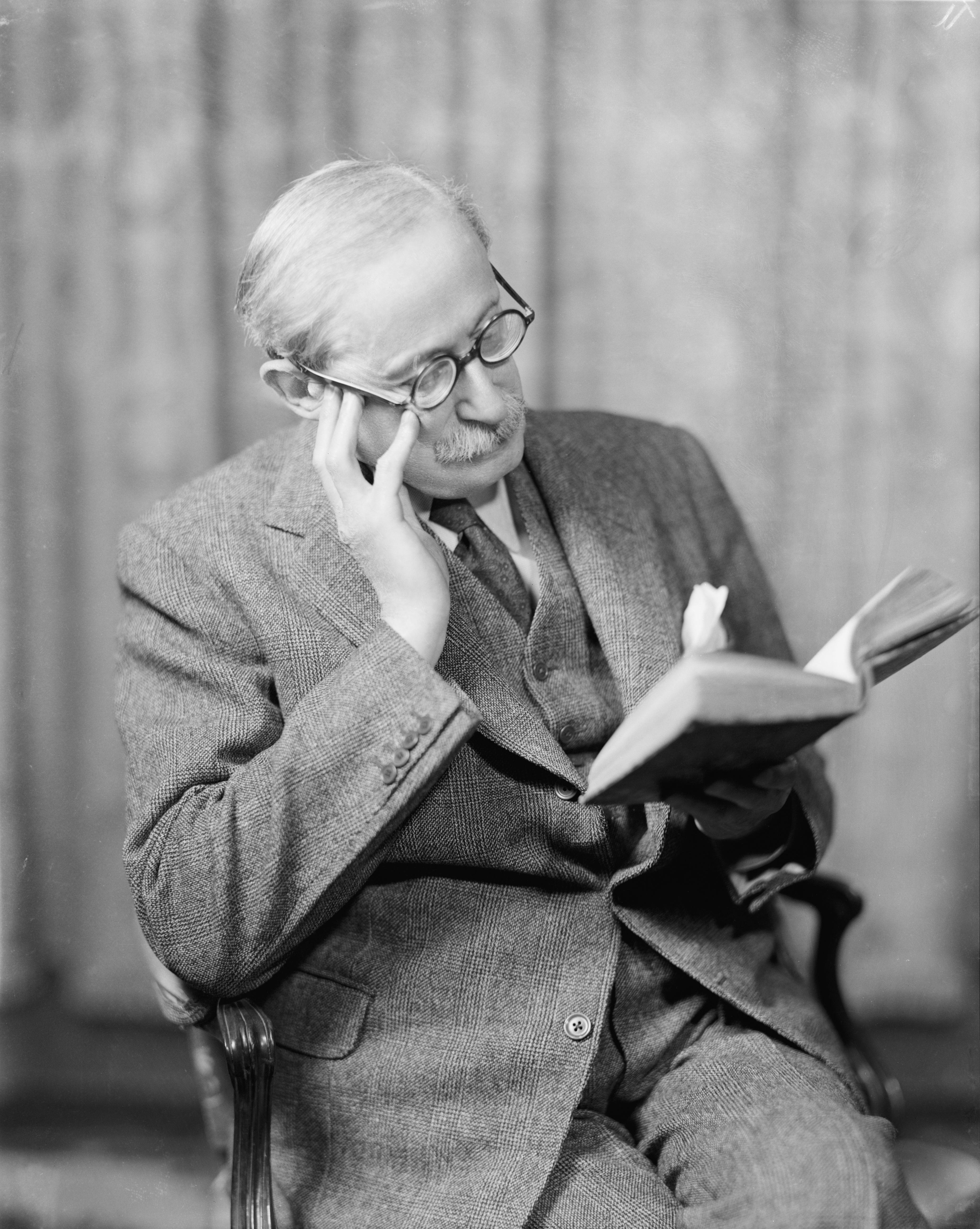
Arrêté par le régime de Vichy en 1940, Léon Blum fait connaître son soutien au général de Gaulle.

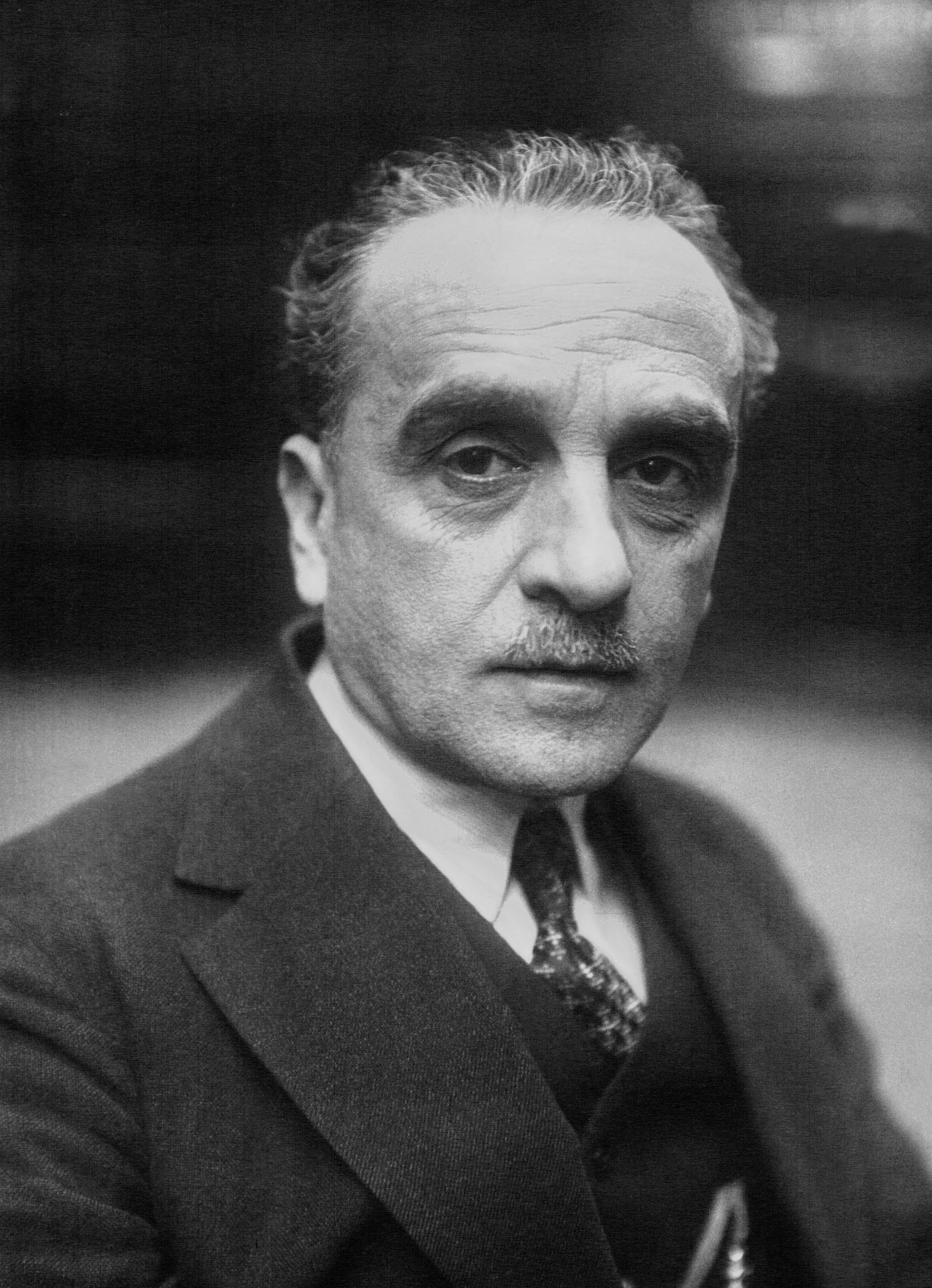
Paul Faure est nommé au Conseil national de Vichy.

Juillet 1940 et le vote des pleins pouvoirs au Maréchal Pétain laissent la SFIO divisée : parmi les 669 députés et sénateurs présents, 36 SFIO votent « contre », dont Léon Blum, et 90 parlementaires SFIO ont voté « pour » ; les autres s'abstiennent ou ne peuvent être présents. Néanmoins, certains de ces 90 rejoignent ensuite la Résistance. Les socialistes ne représentent que le cinquième des parlementaires présents lors du vote du 10 juillet 1940, mais ils sont à eux seuls la moitié des votes contre Pétain.
La Seconde Guerre mondiale renforce cette coupure dans la SFIO entre ceux qui rejoignent les rangs de la Résistance (Pierre Brossolette, Amédée Dunois, Félix Gouin, Jean-Baptiste Lebas, Daniel Mayer, Suzanne Buisson, Guy Mollet, André Philip, Jean Pierre-Bloch, Christian Pineau, Pierre Viénot, Vincent Auriol, François Camel, Augustin Laurent, Eugène Thomas, Émilienne Moreau-Évrard, Augustin Malroux, Alexandre Fourny…), et ceux qui sont favorables au gouvernement de Vichy (Paul Faure, Charles Spinasse), voire à la Collaboration (Louis Sellier, Paul Rives, Camille Planche, Jean-Marie Balestre, etc.).
Des militants socialistes comme Léon Blum sont arrêtés par le régime de Vichy, puis déportés ; Marx Dormoy est assassiné en 1941 par des militants d'extrême droite. Une partie des « paul-fauristes » (partisans de Paul Faure) choisit le silence ; Paul Faure se tient à la retraite même s'il parraine avec une vingtaine de députés socialistes le journal L'Effort. Mais une partie des fauristes participe activement à la presse collaborationniste et écrit dans les journaux ouvriéristes collaborationniste comme Germinal, Le Rouge et le Bleu, L'Atelier, La France socialiste, L'Effort. Certains socialistes pacifistes s’engagent dans des organisations collaborationnistes dont le Rassemblement national populaire de Marcel Déat, comme Ludovic Zoretti ou Georges Dumoulin, et y rejoignent des néo-socialistes qui avaient quitté la SFIO dans les années 1930.
Cependant, il y a peu de militants qui adhèrent à ce mouvement. Pendant tout le début de la période de l’occupation, la plupart des militants ne font rien. Le réseau est affaibli depuis août 1940, les conseils généraux sont suspendus et les conseils municipaux sont nommés par Vichy. Les anciens lieux de réunions du Front populaire, comme « la Ruche de Montchat » à Lyon, sont fermés et les réunions interdites[réf. nécessaire].
À partir d’août 1940, les premières tentatives de construire un parti clandestin prêt à l'action contre l'occupant sont l'œuvre de deux blumistes, Daniel Mayer et Henri Ribière. Une organisation est créée par Mayer en mars 1941 : le Comité d'action socialiste (CAS), qui compte 2 000 adhérents. Le CAS se renforce au cours de l'année 1942, et devient la SFIO reconstituée en mars 1943. Le Populaire reparaît clandestinement à partir de 1942.
Certains, comme André Philip, Édouard Froment et Pierre Viénot, rejoignent la France libre à Londres. Adrien Tixier représente la France libre aux États-Unis.

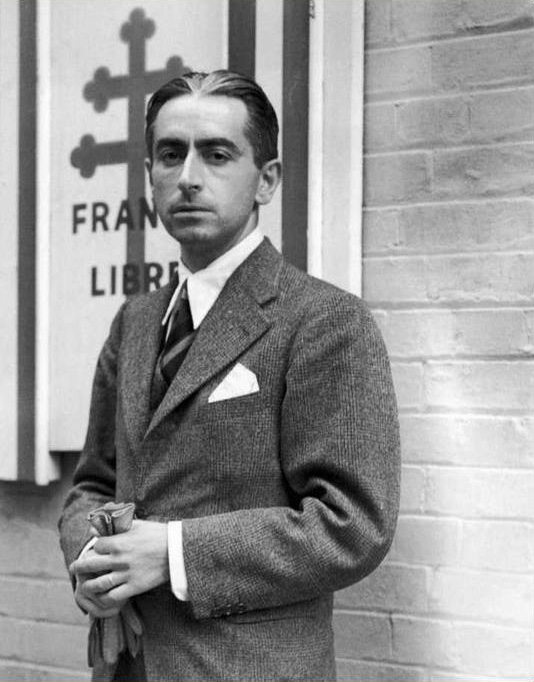
Pierre Brossolette.
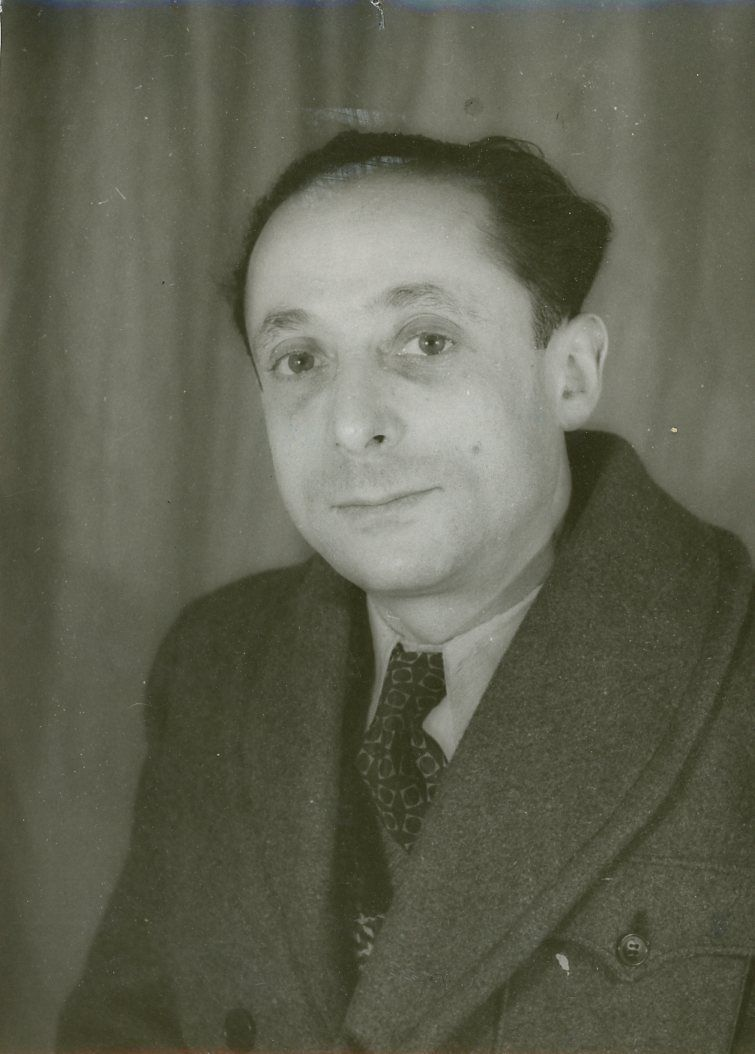
Daniel Mayer.
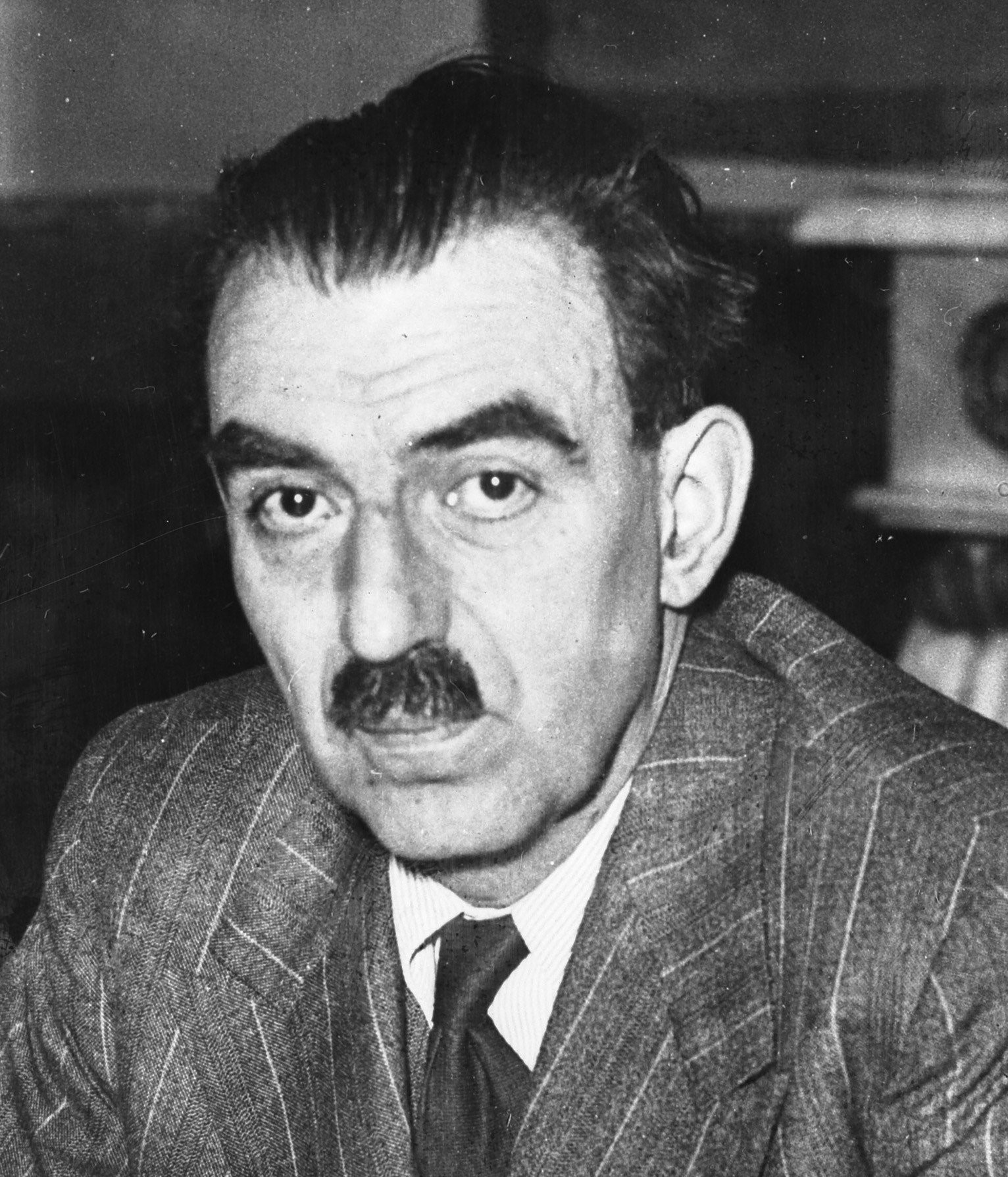
André Philip.

Le Parti socialiste appelle les socialistes à rejoindre les mouvements de résistance existants, au nom de l'union nationale « tous les Français peuvent et devraient se rassembler sur un travail commun ». Les militants SFIO sont majoritaires à Libération-Nord, et créent le Réseau Brutus. Lorsque le Conseil national de la Résistance (CNR) est créé en 1943, la SFIO y est représentée en tant que telle, aux côtés de militants du PCF et de la droite gaulliste (autour des démocrates populaires centristes du PDP, parmi les nombreux démocrates chrétiens opposés à Vichy et depuis longtemps à la montée des fascismes en Europe).

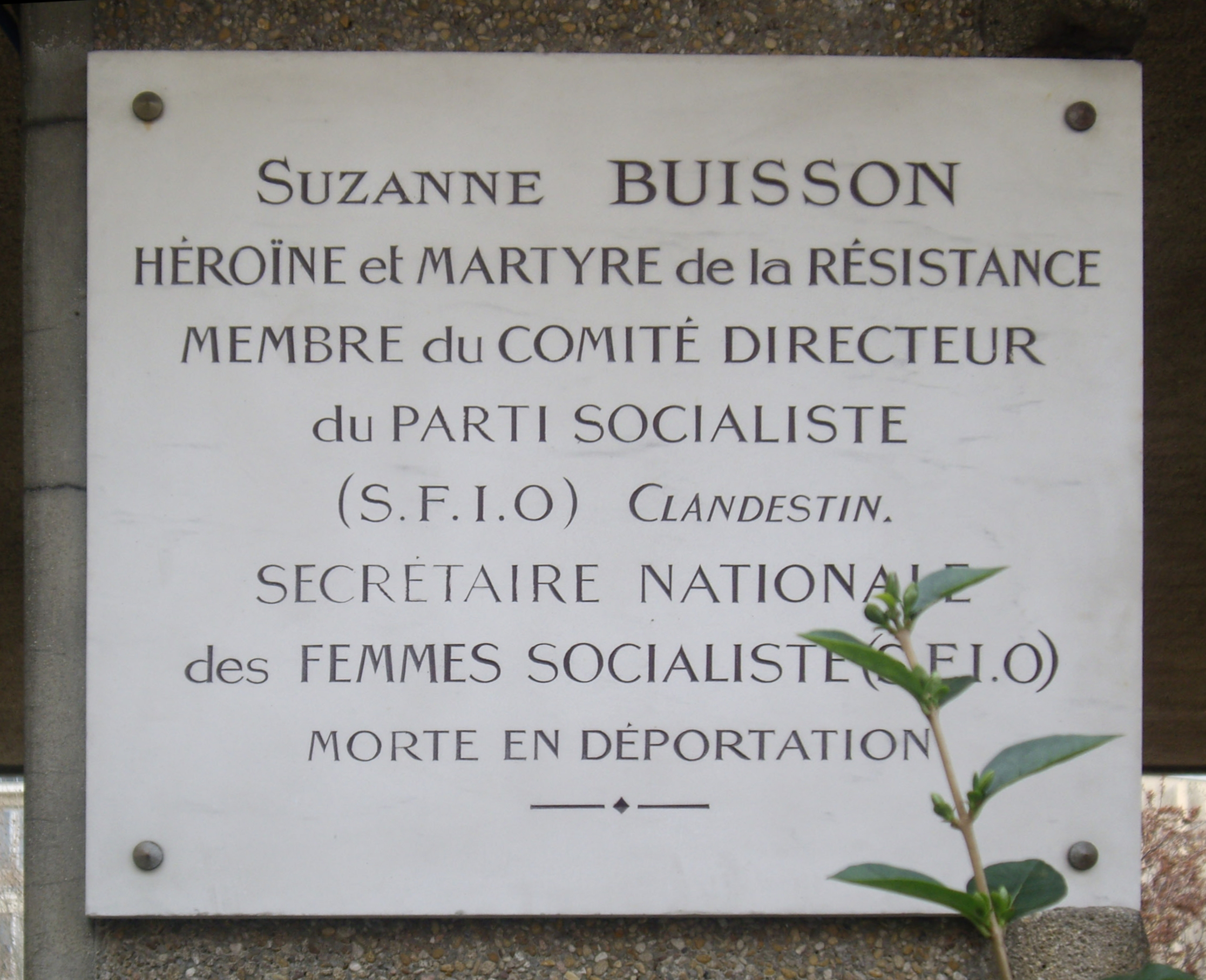
Plaque en mémoire de Suzanne Buisson, résistante socialiste morte en déportation, érigée dans le square qui porte son nom.

La SFIO se reconstitue à la Libération en tant que troisième grand mouvement de l’après-guerre, après les républicains populaires du MRP issu de l’ex-PDP, et les communistes. La dérive de certains collaborateurs au sein de l’ancienne SFIO (ou de certaines de ses anciennes tendances) a été pour certains jusqu'au fascisme. Ceux qui avaient été exclus de la SFIO avant-guerre, sans être allés jusqu’à la collaboration vichyste, créent un Parti socialiste démocratique (PSD) autour de Paul Faure, qui a peu d'audience. En novembre 1944, 83 députés de l’ancienne SFIO sont exclus pour ne pas avoir résisté (sans avoir forcément collaboré), dont 12 seront ensuite réintégrés.
En 1945, la SFIO compte 336 000 adhérents, ce qui est inférieur au PCF qui a reconstruit son influence majoritaire sur la gauche et compte dans ses rangs officiellement 791 373 adhérents ; la SFIO ne joue encore que le rôle d’arbitre modérateur à gauche, sans réel pouvoir d’opposition face au MRP reconstitué autour des centristes, démocrates chrétiens et des autres mouvements gaullistes de droite ayant participé au CNR ; mais elle inspirera tout de même fortement la politique de planification et de reconstruction que la SFIO attentiste de Léon Blum n’avait pas voulu mener avant-guerre.

### Après-guerre: 1945-1946

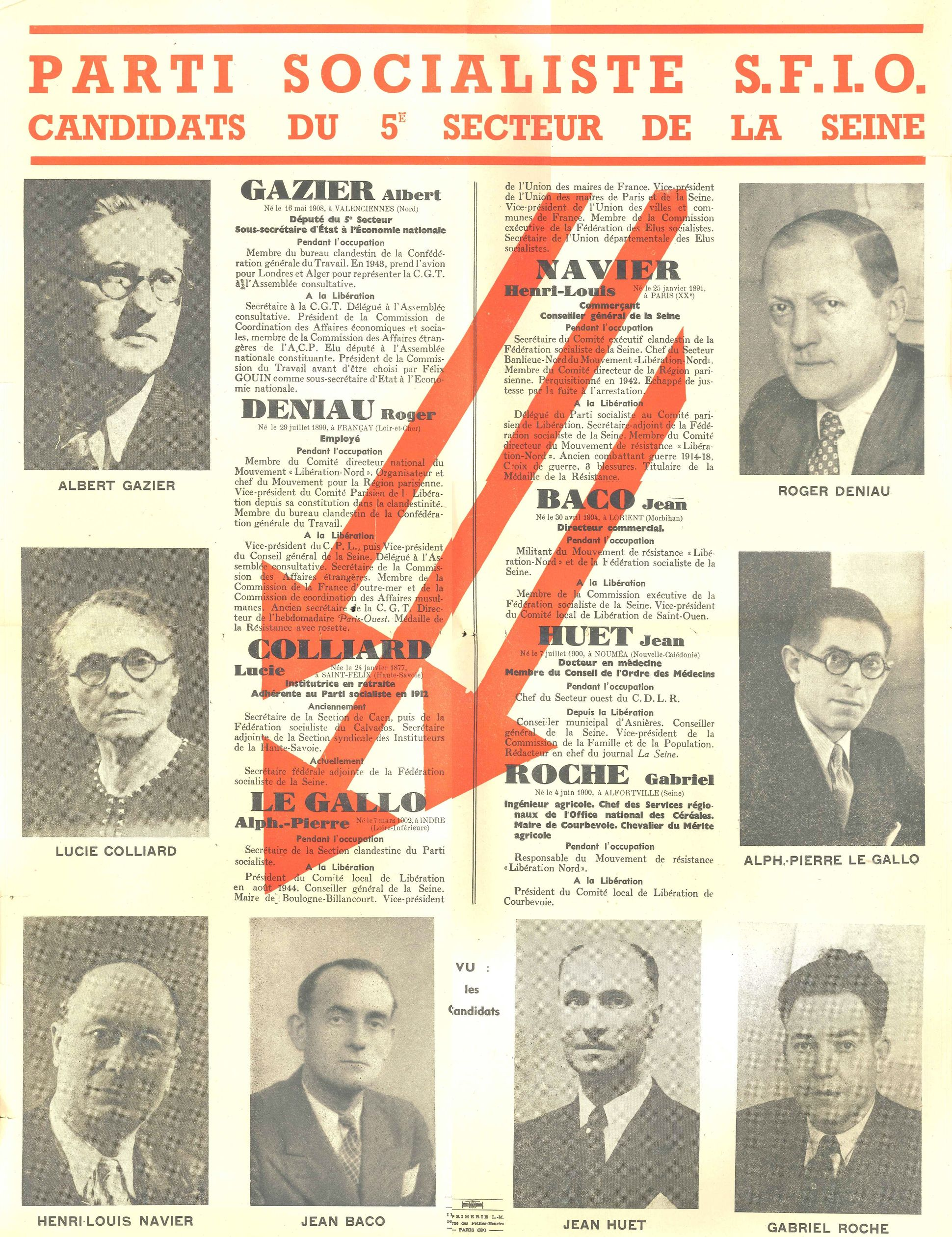
Affiche des candidats SFIO du 5e secteur du département de la Seine, 1946.

La SFIO partage le gain des élections législatives de 1945 avec le PCF et le MRP, chacun recueillant environ 25 % des suffrages. Dans cette situation particulière, aucun des trois partis n’a la majorité à l'assemblée. Ils doivent donc composer un gouvernement commun, pour avoir une forte majorité au parlement. Cette période gouvernementale 1945-1947 est appelée « le tripartisme ».
Le 20 janvier 1946, Charles de Gaulle démissionne de son poste de président du Conseil. C'est à partir du 23 janvier 1946 que le tripartisme prend véritablement son ampleur. Dès le début de ce gouvernement, il y a déjà des tensions, qui portent sur la nouvelle constitution. Au sein du tripartisme deux tendances s'opposent :
- à gauche, PC et SFIO sont d'accord pour une seule assemblée forte et toute puissante.
- dans la nouvelle droite populaire et gaulliste de l’après-guerre, le MRP veut une deuxième chambre et un président avec plus de pouvoir.

La majorité de gauche impose son projet à l'assemblée, mais la constitution est refusée par référendum. Il y aura finalement deux chambres avec un vrai pouvoir. Le nouveau projet étant adopté, de nouvelles élections législatives en juin 1946 ont lieu : le MRP arrive en tête (passant de 23,45 % en 1945 à 28,2 %), suivi du PCF (25,98 % contre 26,23 % en 1945) et de la SFIO (21,14 % contre 23,45 % en 1945) qui perdent du terrain. Un évènement va surgir qui va mettre fin à la politique tripartite : c'est le discours de Bayeux du 16 juin 1946 où le MRP interprète le discours comme une mise en garde de De Gaulle contre les partis de gauche. Le MRP fidèle à De Gaulle, décide de se séparer du tripartisme, ce qui en annonce la fin.
Entre ces deux tendances, les radicaux centristes restent partagés entre d’un côté certains favorables à la SFIO, et d’autres favorables aux centristes démocrates chrétiens de l’ancien PDP, intégrés au MRP. L’extrême-droite discréditée est balayée et ne compte à ses côtés que certains collaborationnistes, tandis que les divers mouvements d’extrême-gauche ne parviennent pas à rassembler autant que le puissant PCF à la libération.
En 1947, c’est le socialiste Vincent Auriol, président de l'Assemblée constituante, qui est élu comme premier président de la Quatrième République. La SFIO doit alors se reconstituer sur des bases plus stables et regagner le terrain qu’elle a laissé à la fois à gauche (au PCF) et au centre (au MRP). Ce terrain, la SFIO va le reconquérir progressivement chez les radicaux centristes, et seulement par la suite contre le PCF qui soutient le stalinisme et le modèle collectiviste soviétique de l’après-guerre.
En 1950, deux journalistes, Georges Lustac et Henri Noguères, tous deux socialistes, amis et collaborateurs de Gaston Defferre,,,, s'appuient sur le journal Nord Matin et sur Le Provençal pour fonder en 1950 un concurrent de l'AFP, l'Agence centrale de presse, à laquelle sont abonnés quelques années plus tard une vingtaine de journaux régionaux.

### Divisions de la SFIO sous Guy Mollet

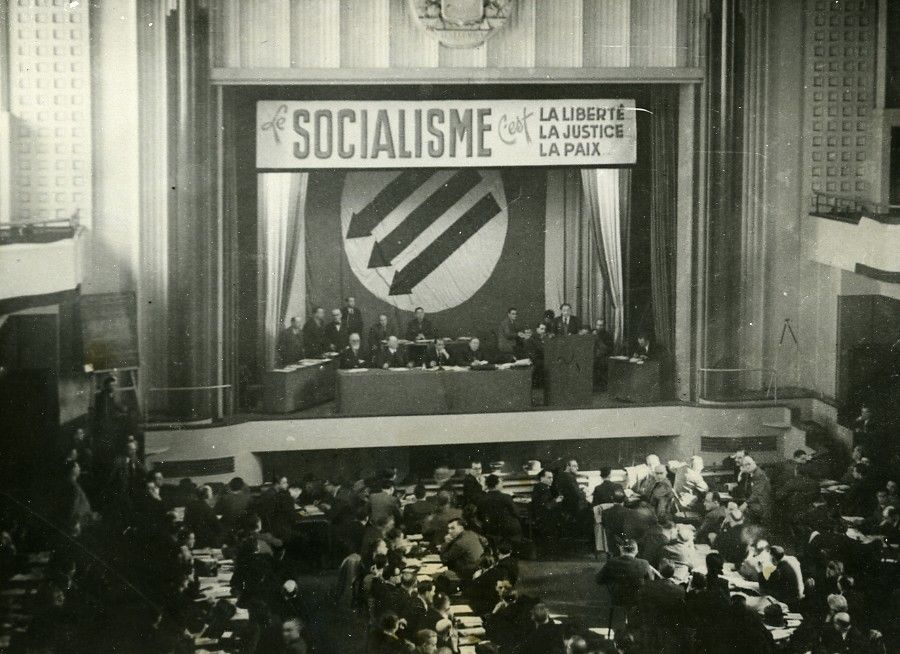
Congrès national extraordinaire de la SFIO tenu à Montrouge, les 29-31 mars 1946.

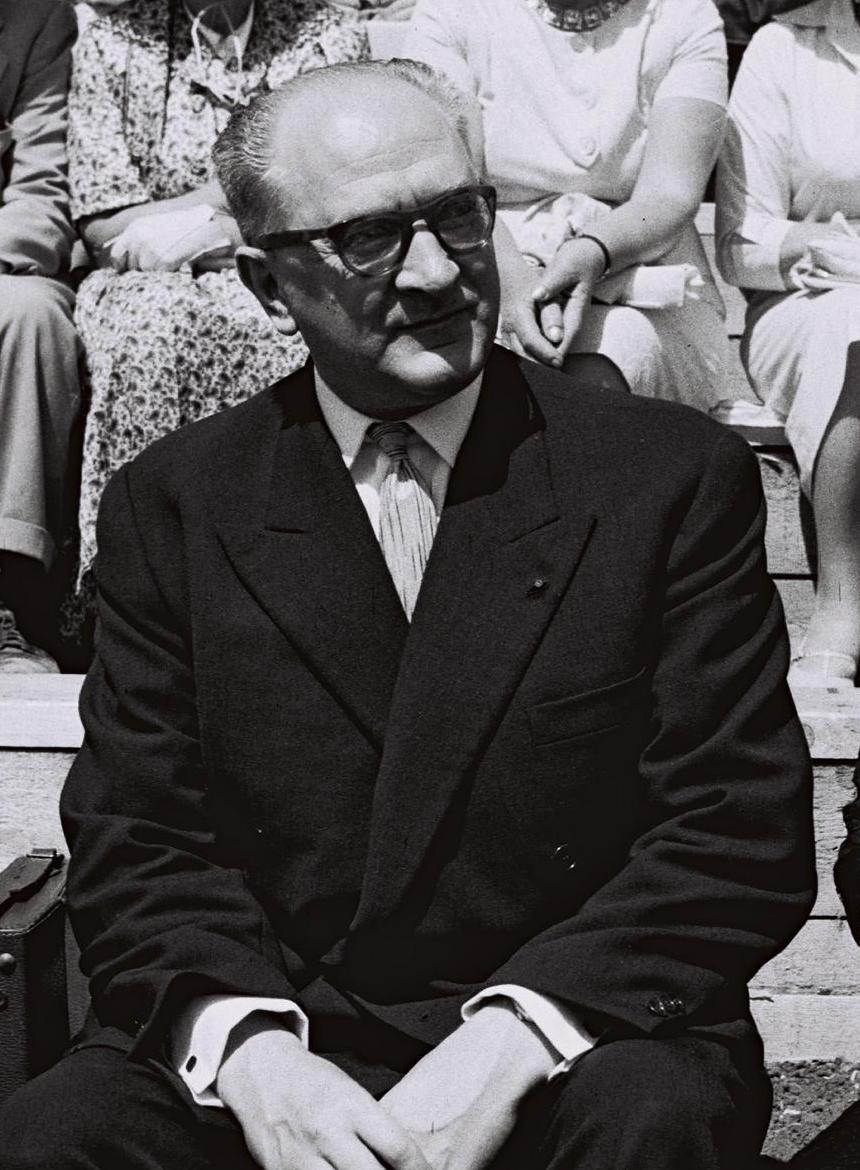
Guy Mollet, secrétaire général de 1946 à 1969.

Le 38e congrès, en 1946, marque une nouvelle étape dans l'histoire de la SFIO. La direction sortante, menée par Daniel Mayer et soutenue par Léon Blum, est désavouée par le congrès. C'est la première fois qu'un tel changement de majorité arrive depuis 1919-1920. Il est reproché à l'équipe sortante de vouloir refonder idéologiquement le parti en le coupant de ses bases marxistes au profit d'un socialisme « humaniste ». Le chef de file de la contestation, Guy Mollet, devient secrétaire général de la SFIO en 1946. Il le reste jusqu’en 1969.
Jusqu'à la mort de Léon Blum, en 1950, son autorité est cependant relative. Ainsi, lorsque Paul Ramadier, président du Conseil, renvoie le 4 mai 1947 les ministres communistes du gouvernement, l'épreuve de force entre la direction de la SFIO — défavorable à cette décision — et le groupe parlementaire — dominé par les blumistes, qui la soutient — tourne en faveur de ce dernier[réf. nécessaire].
Porté à la direction par l'aile gauche du parti, Guy Mollet la déçoit cependant assez rapidement. Les éléments les plus radicaux de la SFIO la quittent ou en sont exclus, comme Yves Dechezelles, « numéro 2 » du parti, qui crée l'action révolutionnaire socialiste, ou le petit courant « bataille socialiste » qui va créer le parti socialiste unitaire.
Entrés dans l’opposition en 1951, les socialistes soutiennent le gouvernement Mendès-France en 1954, sans y participer, mais sont partie prenante du front républicain mené par ce dernier lors des élections législatives de 1956. La SFIO étant le parti de cette coalition ayant le plus d'élus, le président René Coty appelle Guy Mollet à la présidence du Conseil. La crise du canal de Suez, la politique algérienne de Guy Mollet (poursuite de la guerre), le soutien à Charles de Gaulle en 1958, firent apparaître de nouvelles divisions et scissions : le Parti socialiste autonome (PSA) en 1958, qui va être à la base de la création du Parti socialiste unifié (PSU) en 1960.
En 1962, la SFIO a perdu 80 % de ses adhérents par rapport à la Libération, et la moitié de son électorat. La SFIO n'arrive plus à recruter dans les métiers techniques. Sa politique sur l'Algérie est largement désavouée par le reste de la Gauche, et par de larges couches de la jeunesse. L'essentiel de la réflexion politique dans la gauche non-communiste se retrouve en dehors du Parti socialiste, au sein du PSU, mais aussi des nombreux clubs et groupes qui se multiplient dans les années 1960. À tous points de vue, la SFIO de Guy Mollet n'est plus qu'un squelette de la SFIO d'antan. Aux élections législatives de 1962 la SFIO poursuit son lent déclin avec seulement 12,7 % des voix.
En 1964, il y a deux tendances, ceux qui veulent battre De Gaulle par le cadre institutionnel, et ceux qui veulent transformer la gauche non communiste en force d'appoint de « nouveaux managers ». C'est à nouveau un projet de rassemblement dans la SFIO d'un courant novateur où Mollet ne peut prendre le risque de désavouer frontalement Gaston Defferre. Le congrès de 1964 accorde l'investiture de ce projet. Pourtant les syndicats refusent de participer au soutien « horizon 80 », et le PSU fait de même. Le projet de Defferre n'aboutit pas et il retire sa candidature.

### Déclin et refondation
François Mitterrand, homme politique de centre-gauche qui n’appartient pas à la SFIO, a une conception différente. Il voit la nouvelle politique française en un affrontement bipolaire : une union de toute la gauche contre la droite gaulliste. C'est pour cela qu'il se présente pour l'élection présidentielle de 1965 comme candidat unique de la gauche. La campagne est un franc succès : face à de Gaulle, il obtient au premier tour 32,2 % des voix, et au second tour 45 %. Mitterrand fonde dans la foulée la Fédération de la gauche démocrate et socialiste (FGDS) qui regroupe la SFIO, le parti radical, la Convention des institutions républicaines et divers clubs.
Après l'échec des élections législatives de 1968 (16,5 % des voix), la FGDS disparaît. Lors de l'élection présidentielle de 1969, tous les alliés envisagés se dérobent et la gauche se présente divisée. Le candidat de la SFIO, Gaston Defferre, ne recueille que 5 % des voix. Cette élection est la dernière à laquelle se présente un parti sous l'appellation SFIO.
En juillet de la même année, sous l’impulsion d’Alain Savary, la SFIO fusionne avec l'Union des clubs pour le renouveau de la gauche pour créer le Parti socialiste, lors du congrès d'Issy-les-Moulineaux.

## Résultats électoraux

### Élections législatives
| Année | Candidat             | Premier tour | Premier tour | Premier tour | Second tour | Second tour        | Second tour | Sièges   | Gouvernement |
| Année | Candidat             | Voix         | %            | Rang         | Voix        | %                  | Rang        | Sièges   | Gouvernement |
| ----- | -------------------- | ------------ | ------------ | ------------ | ----------- | ------------------ | ----------- | -------- | ------------ |
| 1906  | Jean Jaurès          | 877 221      | 10 %         | 4e           |             |                    |             | 54 / 585 | Opposition   |
| 1910  | Jean Jaurès          | 1 091 934    | 12,9 %       | 4e           | 75 / 590    |                    |             |          | Opposition   |
| 1914  | Jean Jaurès          | 1 413 044    | 16,8 %       | 3e           | 102 / 601   |                    |             |          | Opposition   |
| 1919  | Paul Faure           | 1 728 663    | 21,2 %       | 2e           | 68 / 613    |                    |             |          | Opposition   |
| 1924  | Léon Blum            | 1 814 000    | 20,1 %       | 2e           | 104 / 581   | Cartel des gauches |             |          |              |
| 1928  | Léon Blum            | 1 708 972    | 18 %         | 3e           | 100 / 604   | Opposition         |             |          |              |
| 1932  | Léon Blum            | 1 964 384    | 20,5 %       | 2e           | 132 / 607   | Opposition         |             |          |              |
| 1936  | Léon Blum            | 1 878 513    | 19,2 %       | 1er          | 149 / 610   | Front populaire    |             |          |              |
| 1945  | Léon Blum            | 4 491 152    | 23,4 %       | 3e           | 134 / 522   | Tripartisme        |             |          |              |
| 1946  | Guy Mollet           | 4 187 747    | 21,1 %       | 3e           | 128 / 586   | Tripartisme        |             |          |              |
| 1946  | Guy Mollet           | 3 433 901    | 17,9 %       | 3e           | 102 / 627   | Tripartisme        |             |          |              |
| 1951  | Henri Queuille       | 2 744 842    | 14,5 %       | 3e           | 107 / 625   | Troisième Force    |             |          |              |
| 1956  | Pierre Mendès France | 3 247 431    | 14,9 %       | 3e           | 95 / 595    | Front républicain  |             |          |              |
| 1958  | Guy Mollet           | 3 514 652    | 17,2 %       | 4e           | 2 484 417   | 13,8               | 4e          | 47 / 579 | Opposition   |
| 1962  | Guy Mollet           | 2 279 209    | 12,4 %       | 3e           | 2 236 742   | 14,6               | 3e          | 66 / 482 | Opposition   |
| 1967  | Guy Mollet           | 4 207 166    | 18,8 %       | 3e           | 4 505 329   | 24,1               | 3e          | 76 / 487 | Opposition   |
| 1968  | Guy Mollet           | 3 654 003    | 16,5 %       | 3e           | 3 097 338   | 21,2               | 3e          | 40 / 487 | Opposition   |

### Élections présidentielles
| Année          | Candidat                                             | Premier tour                                         | Premier tour                                         | Premier tour                                         |
| Année          | Candidat                                             | Voix                                                 | %                                                    | Rang                                                 |
| -------------- | ---------------------------------------------------- | ---------------------------------------------------- | ---------------------------------------------------- | ---------------------------------------------------- |
| septembre 1920 | Gustave Delory                                       | 69                                                   | 8,8                                                  | 2e                                                   |
| 1924           | soutien à Paul Painlevé (PRS)                        | soutien à Paul Painlevé (PRS)                        | soutien à Paul Painlevé (PRS)                        | soutien à Paul Painlevé (PRS)                        |
| 1931           | soutien à Aristide Briand, puis Pierre Marraud (PRS) | soutien à Aristide Briand, puis Pierre Marraud (PRS) | soutien à Aristide Briand, puis Pierre Marraud (PRS) | soutien à Aristide Briand, puis Pierre Marraud (PRS) |
| 1932           | Paul Faure                                           | 114                                                  | 14,7                                                 | 2e                                                   |
| 1939           | Albert Bedouce                                       | 151                                                  | 16,7                                                 | 2e                                                   |
| 1947           | Vincent Auriol                                       | 452                                                  | 51,2                                                 | 1er                                                  |
| 1953           | Marcel-Edmond Naegelen                               | 329                                                  | 37,8                                                 | 2e (au 13e tour)                                     |
| 1958           | soutien à Charles de Gaulle (UNR)                    | soutien à Charles de Gaulle (UNR)                    | soutien à Charles de Gaulle (UNR)                    | soutien à Charles de Gaulle (UNR)                    |
| 1965           | soutien à François Mitterrand (CIR)                  | soutien à François Mitterrand (CIR)                  | soutien à François Mitterrand (CIR)                  | soutien à François Mitterrand (CIR)                  |
| 1969           | Gaston Defferre                                      | 1 133 222                                            | 5,0                                                  | 4e                                                   |

### Élections cantonales
| Année | Premier tour | Premier tour | Premier tour | Second tour | Second tour | Second tour | Conseillers | Présidents |
| Année | Voix         | %            | Rang         | Voix        | %           | Rang        | Conseillers | Présidents |
| ----- | ------------ | ------------ | ------------ | ----------- | ----------- | ----------- | ----------- | ---------- |
| 1961  | 1 090 648    | 16,8         | 2e           | NC          | NC          | NC          | 271 / 1504  | NC         |
| 1964  | 1 124 439    | 16,6         | 2e           | NC          | NC          | NC          | 286 / 1562  | NC         |

## Personnalités de la SFIO

### Secrétaires généraux
| Portrait | Portrait | Nom                    | Mandat             | Mandat             | Mandat                      |
| Portrait | Portrait | Nom                    | Début              | Fin                | Durée                       |
| -------- | -------- | ---------------------- | ------------------ | ------------------ | --------------------------- |
| 1        |          | Louis Dubreuilh        | 1905               | 29 juillet 1918    | 13 ans                      |
| 2        |          | Ludovic-Oscar Frossard | 29 juillet 1918    | 30 décembre 1920   | 2 ans, 5 mois et 1 jour     |
| 3        |          | Paul Faure             | 30 décembre 1920   | 10 juillet 1940    | 19 ans, 6 mois et 10 jours  |
| 4        |          | Daniel Mayer           | 1943               | 1er septembre 1946 | 3 ans                       |
| 5        |          | Guy Mollet             | 1er septembre 1946 | 17 juillet 1969    | 22 ans, 10 mois et 16 jours |

### Autres personnalités marquantes
- Jean Allemane
- Vincent Auriol
- Albert Bedouce
- Léon Blum
- Pierre Brossolette
- Paul Brousse
- Suzanne Buisson
- Marcel Déat
- Gaston Defferre
- Édouard Depreux
- Alexandre-Marie Desrousseaux
- Marx Dormoy
- Amédée Dunois
- Victor Fay
- Henri Frenay
- Jules Guesde
- Jean Jaurès
- Suzanne Lacore
- Paul Lafargue
- Léo Lagrange
- Jean Longuet
- Jean Mairey
- Laura Marx
- Maurice Montel
- Marceau Pivert
- François Tanguy-Prigent
- Paul Ramadier
- Alain Savary
- Léopold Sédar Senghor
- Édouard Vaillant
- Jean Zyromski

## Congrès
|     | Année | Lieu                      | Notes |
| --- | ----- | ------------------------- | --- |
| 1er | 1905  | Le Globe                  | « Congrès de l'unité » : fondation de la SFIO par la fusion du Parti socialiste français de Jean Jaurès et du Parti socialiste de France de Jules Guesde                                                   |
| 2e  | 1905  | Chalon-sur-Saône          | |
| 3e  | 1906  | Limoges                   | |
| 4e  | 1907  | Nancy                     | |
| 5e  | 1908  | Toulouse                  | |
| 6e  | 1909  | Saint-Étienne             | |
| 7e  | 1910  | Nîmes                     | |
| 7e  | 1910  | Paris                     | Seconde session du 7e congrès |
| 8e  | 1911  | Saint-Quentin-en-Yvelines | |
| 8e  | 1911  | Paris                     | Seconde session du 8e congrès |
| 9e  | 1912  | Lyon                      | |
| 9e  | 1912  | Paris                     | Seconde session du 9e congrès |
| 10e | 1913  | Brest                     | |
| 11e | 1914  | Amiens                    | |
| 11e | 1914  | Paris                     | Seconde session du 11e congrès |
| 12e | 1915  | Paris                     | |
| 13e | 1916  | Paris                     | |
| 14e | 1917  | Bordeaux                  | |
| 15e | 1918  | Paris                     | |
| 15e | 1918  | Paris                     | Seconde session du 15e congrès |
| 16e | 1919  | Paris                     | |
| 17e | 1920  | Strasbourg                | La SFIO se retire de la Deuxième Internationale, sans toutefois adhérer à la Troisième Internationale. |
| 18e | 1920  | Tours                     | La majorité rejoint l'Internationale communiste et crée la Section française de l'Internationale communiste (SFIC) alors que les minoritaires maintiennent la « Vieille maison » SFIO autour de Léon Blum. |
| 19e | 1921  | Paris                     | |
| 20e | 1923  | Lille                     | |
| 21e | 1924  | Marseille                 | |
| 22e | 1925  | Grenoble                  | |
| 23e | 1926  | Clermont-Ferrand          | |
| 24e | 1927  | Lyon                      | |
| 25e | 1928  | Toulouse                  | |
| 26e | 1929  | Nancy                     | |
| 26e | 1930  | Paris                     | Seconde session du 26e congrès |
| 27e | 1930  | Bordeaux                  | |
| 27e | 1931  | Paris                     | Seconde session du 28e congrès |
| 29e | 1932  | Paris                     | |
| 29e | 1932  | Avignon                   | Seconde session du 29e congrès |
| 30e | 1933  | Paris                     | |
| 31e | 1934  | Toulouse                  | |
| 32e | 1935  | Mulhouse                  | |
| 32e | 1935  | Limoges                   | Seconde session du 32e congrès |
| 32e | 1936  | Boulogne-Billancourt      | Troisième session du 32e congrès |
| 33e | 1936  | Paris                     | |
| 34e | 1937  | Marseille                 | |
| 35e | 1938  | Royan                     | |
| 35e | 1938  | Montrouge                 | Seconde session du 35e congrès |
| 36e | 1939  | Nantes                    | |
| *   | 1944  | Paris                     | Congrès national extraordinaire des cadres des fédérations socialistes reconstituées dans la Résistance |
| 37e | 1945  | Paris                     | |
| 38e | 1946  | Paris                     | |
| 39e | 1947  | Lyon                      | |
| 40e | 1948  | Paris                     | |
| 41e | 1949  | Paris                     | |
| 41e | 1949  | Paris                     | Seconde session du 41e congrès |
| 42e | 1950  | Paris                     | |
| 43e | 1951  | Paris                     | |
| 43e | 1951  | Paris                     | Seconde session du 43e congrès |
| 44e | 1952  | Montrouge                 | |
| 45e | 1953  | Asnières                  | |
| 45e | 1953  | Puteaux                   | Seconde session du 45e congrès |
| 46e | 1954  | Asnières                  | |
| 46e | 1954  | Suresnes                  | Seconde session du 46e congrès |
| 46e | 1955  | Puteaux                   | Troisième session du 46e congrès |
| 47e | 1955  | Asnières                  | |
| 48e | 1956  | Lille                     | |
| 49e | 1957  | Toulouse                  | |
| 50e | 1958  | Issy-les-Moulineaux       | |
| 51e | 1959  | Puteaux                   | |
| 52e | 1960  | Issy-les-Moulineaux       | |
| 52e | 1960  | Paris                     | Seconde session du 52e congrès |
| 53e | 1961  | Issy-les-Moulineaux       | |
| 53e | 1962  | Paris                     | Seconde session du 53e congrès |
| 54e | 1963  | Issy-les-Moulineaux       | |
| 54e | 1964  | Paris                     | Seconde session du 54e congrès |
| 55e | 1965  | Clichy                    | |
| 55e | 1965  | Paris                     | Seconde session du 55e congrès |
| 55e | 1966  | Paris                     | Troisième session du 55e congrès |
| 56e | 1967  | Suresnes                  | |
| 56e | 1968  | Paris                     | Seconde session du 56e congrès |
| 56e | 1968  | Puteaux                   | Troisième session du 56e congrès |

## Logo
L'insigne aux trois flèches est créé par l'idéologue russe exilé en Allemagne Serge Tchakhotine, symbole du Front de fer (Eiserne Front), organisation de défense antifasciste allemande créée en 1931. Sa fonction première est de barrer la croix gammée sur les murs et les affiches. Il est adopté par le Parti social-démocrate d'Allemagne à l'été 1932 et apparaît en France en 1934, en provenance d'Autriche. Selon l'office universitaire de recherche socialiste, certaines organisations fédérales, notamment la fédération de la Seine et les Jeunesses socialistes, utilisent ce symbole sur « les affiches, les tracts et l'essentiel du matériel de propagande diffusé par la SFIO », mais le parti ne l'adopte pas, et garde pour le moment comme symbole le drapeau rouge aux lettres P et S.
En novembre 1944, le congrès national extraordinaire décide de l'adoption d'un nouveau logo, représentant un bonnet phrygien, une cocarde tricolore et les lettres P et S enlacées. Mais les militants de la base, notamment ceux de la fédération de la Seine, rejettent le nouvel insigne, adopté sans les avoir consultés, et ressemblant trop à l'ancien logo du parti radical. La polémique, relevée notamment par la revue Esprit en avril 1945, et qui est abordée dans plusieurs réunions des organes directeurs du parti, oblige à un nouveau changement de logo - évitant le retour au drapeau rouge. C'est donc l'insigne aux trois flèches, comprenant parfois une Marianne ou le sigle SFIO, qui est adopté et bien accueilli après guerre. Hormis l'inclinaison des flèches à 45° et l'orientation des pointes à gauche vers le bas, le logo n'est jamais standardisé.
Après avoir abandonné ce logo, tombé en désuétude, à sa création en 1969, le Parti socialiste le remplace par la rose au poing après le congrès d'Épinay de 1971.

## Siège
Lors de sa fondation en 1905, la SFIO a son siège au 16 rue de la Corderie (3e arrondissement de Paris). Entre 1936 et 1971 (repris ensuite un temps par le PS), le siège du parti se situe cité Malesherbes (9e arrondissement de Paris).

#### Études par périodes

##### Longue durée
- Noëlline Castagnez (dir.), « Socialistes au Parlement », Parlement(s), Revue d'histoire politique, no 6,‎ 2006.
- Julien Chuzeville, Brève histoire des socialismes en France, Paris, Libertalia, 2025, 304-XVI p.
- Jacques Girault (dir.), L'implantation du socialisme en France au XXe siècle : partis, réseaux, mobilisation, Paris, Publications de la Sorbonne, coll. « Histoire de la France aux XIXe – XXe siècle » (no 52), 2001, 369 p. (ISBN 2-85944-417-3, présentation en ligne), [présentation en ligne].
- Christiane Hurtig (éd.), De la S.F.I.O. au nouveau Parti socialiste, Paris, Armand Colin, 1970, 128 p.
- Jacques Kergoat, Histoire du Parti socialiste, Paris, Éditions la Découverte, coll. « Repères » (no 222), 1997 (1re éd. 1983, éditions le Sycomore), 123 p. (ISBN 2-7071-2736-1).
- Georges Lefranc, Le Mouvement socialiste sous la Troisième République, 1875-1940, Paris, Payot, coll. « Bibliothèque historique », 1963, 445 p. (présentation en ligne)Nouvelle édition revue et augmentée : Georges Lefranc, Le Mouvement socialiste sous la Troisième République, vol. 1 et 2, Paris, Payot, coll. « Petite bibliothèque Payot » (no 307-308), 1977, 479 p. (ISBN 2-228-33070-1, présentation en ligne).

###### Débuts en 1905
- Cahiers Jean Jaurès, no 187-188, « Les débuts de la SFIO », Société d'études jaurésiennes, 2008, lire en ligne.
- Alain Bergounioux et Roger Martelli, 1905, création de la SFIO : unité et diversité des socialistes : regards croisés, Paris, Fondation Gabriel Péri, coll. « Mémoire en ligne(s) » (no 1), 2006, 61 p.

###### Première Guerre mondiale
- Annie Kriegel et Jean-Jacques Becker, 1914. La guerre et le mouvement ouvrier français, Armand Colin, coll. « Kiosque », 1964.
- Dominique Lejeune, « Les missions de la SFIO dans la Russie de 1917 », Revue historique, Paris, Presses universitaires de France, no 564,‎ octobre-décembre 1987, p. 373-386 (lire en ligne sur Gallica).

###### Entre-deux-guerres
- Mathias Bouchenot, « L'autodéfense socialiste à Paris sous le Front populaire », dans François Audigier (dir.), Histoire des services d'ordre en France du XIXe siècle à nos jours, Paris, Riveneuve éditions, coll. « Violences et radicalités militantes », 2017, 263 p. (ISBN 978-2-36013-433-5), p. 79-96.
- Jean-Paul Brunet, Histoire du Front populaire, 1934-1938, Paris, Presses universitaires de France, coll. « Que sais-je ? » (no 1209), 1998 (1re éd. 1991), 127 p. (ISBN 2-13-044288-9).
- Christian Delporte, « Les jeunesses socialistes dans l'entre-deux-guerres », Le Mouvement social, Paris, Éditions ouvrières, no 157 « Les femmes, les jeunes et le socialisme »,‎ octobre-décembre 1991, p. 33-66 (lire en ligne sur Gallica).
- Michel Dreyfus, « Pacifistes socialistes et humanistes dans les années trente », Revue d'histoire moderne et contemporaine, t. XXXV,‎ juillet-septembre 1988, p. 452-469 (lire en ligne sur Gallica).
- Richard Gombin, « Socialisme et pacifisme », dans René Rémond et Janine Bourdin (dir.), La France et les Français en 1938-1939 : colloque de la Fondation nationale des sciences politiques, Paris, 4-6 décembre 1975, Paris, Presses de la Fondation nationale des sciences politiques, 1978, 365 p. (ISBN 2-7246-0412-1, présentation en ligne).
- Tony Judt, La Reconstruction du Parti socialiste (1921-1926), Paris, Presses de la Fondation nationale des sciences politiques, coll. « Travaux et recherches de science politique » (no 39), 1976, IV-231 p. (ISBN 2-7246-0338-9, présentation en ligne), [présentation en ligne], [présentation en ligne].
- Daniel Lefeuvre, Michèle Margairaz, et Danielle Tartakovski, Histoire du Front populaire, éd. Larousse, 2006.
- Édouard Lynch (préf. Serge Berstein), Moissons rouges : les socialistes français et la société paysanne durant l'entre-deux-guerres, 1918-1940, Villeneuve d'Ascq, Presses universitaires du Septentrion, coll. « Histoire et civilisations », 2002, 484 p. (ISBN 2-85939-750-7, présentation en ligne).
- Pierre Renouvin et René Rémond (dir.), Léon Blum, chef de gouvernement (1936-1937) : colloque de la Fondation nationale des sciences politiques, Paris, 26-27 mars 1965, Paris, Presses de la Fondation nationale des sciences politiques, coll. « Références » (no 3), 1981 (1re éd. 1967, Armand Colin), 439 p. (ISBN 2-7246-0454-7, présentation en ligne), [présentation en ligne].
- Danielle Tartakowsky, Le Front populaire : la vie est à nous, Paris, Éditions Gallimard, coll. « Découvertes Gallimard : histoire » (no 275), 2004 (1re éd. 1996), 144 p. (ISBN 978-2-07-053330-5).
- Michel Winock et Séverine Nikel, La Gauche au pouvoir. L'héritage du Front populaire, Bayard, 2006.
- Gilbert Ziebura (trad. Jean Duplex), Léon Blum et le parti socialiste (1872-1934) [« Leon Blum : Theorie und Praxis einer sozialistischen Politik : 1872 bis 1934 »], Paris, Armand Colin, coll. « Cahiers de la Fondation nationale des sciences politiques » (no 154), 1967, II-407 p. (présentation en ligne).

##### Seconde Guerre mondiale
- Serge Berstein (dir.), Frédéric Cépède (dir.), Gilles Morin (dir.) et Antoine Prost (dir.), Le Parti socialiste entre Résistance et République, Paris, Publications de la Sorbonne, coll. « Série science politique » (no 2), 2000, 357 p. (ISBN 2-85944-409-2).
- Marc Sadoun (préf. Maurice Duverger), Les Socialistes sous l'Occupation : Résistance et collaboration, Paris, Presses de la Fondation nationale des sciences politiques, 1982, XX-323 p. (ISBN 2-7246-0460-1, présentation en ligne).
- Alya Aglan (préf. Jean-Pierre Azéma), La résistance sacrifiée : le mouvement Libération-Nord, Paris, Flammarion, coll. « Histoire, cultures et sociétés », 1999, 455 p. (ISBN 2-08-067697-0, présentation en ligne). Réédition : Alya Aglan (préf. Jean-Pierre Azéma), La résistance sacrifiée : histoire du mouvement Libération-Nord, Paris, Flammarion, coll. « Champs » (no 705), 2005, 455 p., poche (ISBN 2-08-080151-1, présentation en ligne).
- Daniel Mayer, Les Socialistes dans la Résistance, Presses universitaires de France, 1986.
- Pierre Guidoni (dir.) et Robert Verdier (dir.) (préf. Laurent Fabius), Les socialistes en Résistance (1940-1944) : combats et débats, Paris, Séli Arslan, coll. « Histoire, cultures et sociétés », 1999, 188 p. (ISBN 2-84276-031-X, présentation en ligne).
- Wilfried Loth, « Les projets de politique extérieure de la Résistance socialiste en France », Revue d'histoire moderne et contemporaine, t. XXIV,‎ octobre-décembre 1977, p. 544-569 (lire en ligne sur Gallica).
- Olivier Wieviorka, « Agir dans la tourmente ? L'action parlementaire des socialistes durant les années sombres (1940-1944) », Parlement(s) : revue d'histoire politique, no 6 « Socialistes au Parlement »,‎ décembre 2006, p. 73-80 (lire en ligne).

##### Quatrième République
- Anne-Laure Anizan, « Les congrès socialistes de l'après-guerre étaient-ils démocratiques ? », Vingtième Siècle : Revue d'histoire, Paris, Presses de Sciences Po, no 59,‎ juillet-septembre 1998, p. 76-90 (lire en ligne).
- Serge Berstein, Pierre Guidoni et Marc Sadoun (dir.), Le Parti socialiste dans la société française, de la Libération à la Guerre froide. 1944-1948. Actes du colloque, Publications de la Sorbonne, 2001, présentation en ligne.
- Serge Berstein (dir.), Paul Ramadier : la République et le socialisme : actes du colloque, Paris, 8-9 décembre 1988 / organisé par le Centre d'histoire de l'Europe du vingtième siècle avec le concours de la Société des amis de Paul Ramadier, Bruxelles, Éditions Complexe, coll. « Questions au XXe siècle » (no 15), 1990, 520 p. (ISBN 2-87027-327-4).
- Noëlline Castagnez, Socialistes en République : les parlementaires de la SFIO de la IVe République, Rennes, Presses universitaires de Rennes, coll. « Histoire », 2004, 416 p. (ISBN 2-86847-965-0, DOI 10.4000/books.pur.27694, présentation en ligne, lire en ligne), [présentation en ligne].
- Noëlline Castagnez, Frédéric Cépède, Gilles Morin et Anne-Laure Ollivier, Les socialistes français à l'heure de la Libération : perspectives française et européenne, 1943-1947, Paris, Office universitaire de recherche socialiste, 2016, 328 p. (ISBN 978-2-911518-08-9, présentation en ligne).
- François Lafon, « Structures idéologiques et nécessités pratiques au congrès de la S.F.I.O. en 1946 », Revue d'histoire moderne et contemporaine, t. XXXVI,‎ octobre-décembre 1989, p. 672-694 (lire en ligne sur Gallica).
- Bernard Ménager (dir.) (préf. René Rémond), Guy Mollet : un camarade en République, Villeneuve-d'Ascq, Presses universitaires de Lille, coll. « Politiques » (no 2), 1987, XIV-632 p. (ISBN 2-85939-335-8, présentation en ligne), [présentation en ligne], [présentation en ligne].
- Roger Quilliot, La S.F.I.O. et l'exercice du pouvoir, 1944-1958, Paris, Fayard, coll. « Les grandes études contemporaines », 1972, XIV-839 p.

##### Cinquième République
- Serge Hurtig, « La S.F.I.O. face à la Ve République : majorité et minorités », Revue française de science politique, Paris, Presses universitaires de France, vol. 14, no 3,‎ juin 1964, p. 526-556 (lire en ligne).
- Pierre Serne, Le Parti socialiste, 1965-1971, L'Encyclopédie du socialisme, 2003.

#### Études régionales
- Christian Bougeard, Gilbert Gramoullé, Maurice Lucas et Jean-Jacques Urvoas, Les Socialistes dans le Finistère (1905-2005), Rennes, Éditions Apogée, 2005.
- Jacques Girault, Le Var rouge. Les Varois et le socialisme de la fin de la Première Guerre mondiale au milieu des années 1930, Publications de la Sorbonne, 1995.
- Bernard Ménager, Jean-François Sirinelli et Jean Vavasseur-Desperriers (dir.), Cent ans de socialisme septentrional. Actes du colloque, Centre de gestion de l'édition scientifique de l'université de Lille-III, 1995.
- Martin Pottrain, Le Nord au cœur, historique de la fédération socialiste du Nord, Lille, Nord-Matin, 1993.

#### Biographies
- Jean Maitron (dir.), Dictionnaire biographique du mouvement ouvrier français, L'Atelier
- Madeleine Rebérioux, Jean Jaurès, la parole et l'acte, Éditions Gallimard, coll. « Découvertes Gallimard / Histoire » (no 220) », 1991.
- Jean-Pierre Rioux, Jean Jaurès, Paris, Éditions Perrin, 2005, 326 p. (ISBN 2-262-01295-4, présentation en ligne). Réédition : Jean-Pierre Rioux, Jean Jaurès, Paris, Éditions Perrin, coll. « Tempus » (no 215), 2008, 324 p., poche (ISBN 978-2-262-02826-8).
- Serge Berstein, Léon Blum, Paris, Fayard, 2006, 835 p. (ISBN 2-213-63042-9, présentation en ligne), [présentation en ligne].
- Éric Ghebali, Vincent Auriol : le Président citoyen. 1884-1966, Éditions Grasset, 1998.
- François Lafon, Guy Mollet : itinéraire d'un socialiste controversé (1905-1975), Paris, Fayard, 2006, 960 p. (ISBN 2-213-62921-8).
- Éric Méchoulan, Jules Moch : un socialiste dérangeant, Bruxelles / Paris, Bruylant / Librairie générale de droit et de jurisprudence (LGDJ), coll. « Histoires », 1999, 588 p. (ISBN 2-8027-1282-9 et 2-275-01858-1).
- Aline Fonvieille-Vojtovic (préf. René Rémond), Paul Ramadier (1868-1961) : élu local et homme d'État, Paris, Publications de la Sorbonne, coll. « Histoire de la France aux XIXe et XXe siècles » (no 32), 1993, 543 p. (ISBN 2-85944-226-X, présentation en ligne).
- Martine Pradoux, Daniel Mayer, un socialiste dans la Résistance, Paris, Éditions ouvrières, 2002, 271 p. (ISBN 978-2-7082-3630-1, OCLC 54790126, présentation en ligne), [présentation en ligne].